# Landsgemeinde
Vous lisez un « bon article » labellisé en 2021.
Pour la fresque d'Albert Welti et Wilhelm Balmer, voir La Landsgemeinde.

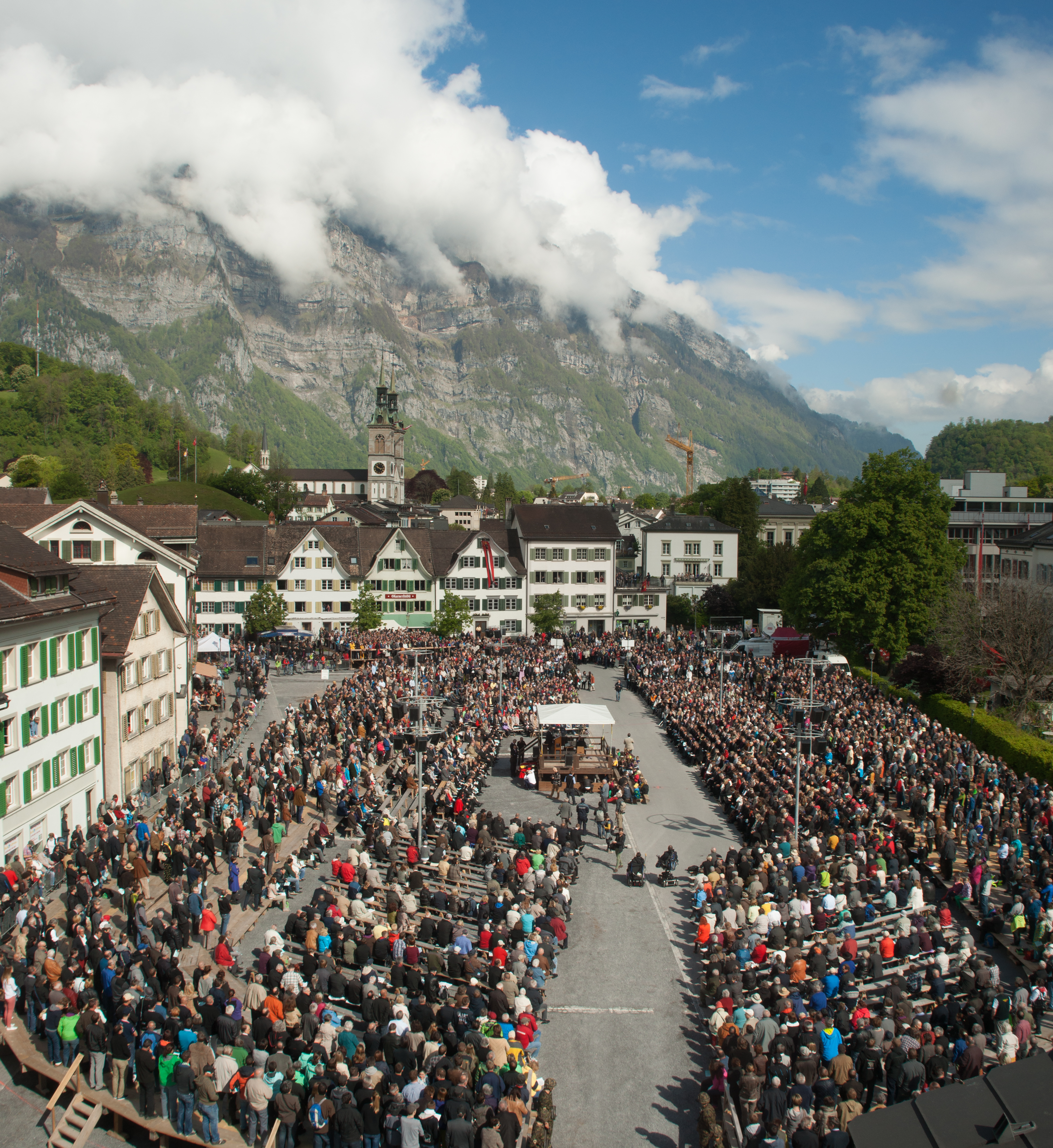
Une Landsgemeinde à Glaris (ici en 2014).

La Landsgemeinde ([ˈlantsɡəˌmaɪndə], littéralement en allemand : « assemblée du pays ») est une institution démocratique en Suisse. Apparue au cours du XIIIe siècle, elle subsiste dans deux cantons alémaniques : Glaris et Appenzell Rhodes-Intérieures.
Manifestation suprême de la volonté populaire, elle est à l'origine pourvue des trois pouvoirs régaliens (législatif, exécutif et judiciaire), mais elle perd ses attributs au fil des siècles pour ne conserver que le pouvoir législatif. Traditionnellement organisée entre la fin du mois d'avril et le début du mois de mai, elle est réservée aux hommes libres du pays jouissant de leurs droits civils. Les femmes n'y sont admises qu'à partir de la seconde moitié du XXe siècle. Elle a lieu en plein air sur une grande place, généralement celle de la capitale cantonale. Dans les cantons de Glaris et d'Appenzell Rhodes-Intérieures, des estrades sont montées autour d'une scène centrale, où le gouvernement prend place pour diriger l'assemblée. Les votes sur les différents objets à l'ordre du jour ont lieu à main levée.
Instrument de la démocratie directe suisse, elle n'est pas exempte de toute critique. Historiquement, elle est un lieu où la corruption et le trafic d'influence ont été courants. La Landsgemeinde n'est par ailleurs pas des plus fiables pour un décompte précis des voix. De même, sa compatibilité avec le droit international est sujette à débat.

## Dénomination
Le terme Landsgemeinde est un néologisme apparu au cours du XVe siècle, voire du XVIe siècle. Il n'est pas utilisé dans les sources historiques avant cette période. Le Dictionnaire de Grimm de 1885 indique sous l'entrée « Landsgemeinde », « assemblée de tous les citoyens actifs dans un canton démocratique »,. Le Dictionnaire historique de la Suisse la définit comme « assemblée solennelle lors de laquelle les citoyens jouissant du droit de vote élisent les autorités et débattent des affaires du pays », de manière similaire au professeur Louis Carlen (« assemblée des citoyens ayant le droit de vote d'une entité politique suisse, organisée avec un cérémonial et conformément à son ordre constitutionnel »).
Le terme local peut varier d'une région à l'autre. Ainsi, elle porte le nom de Talgemeinde (assemblée de la vallée) dans l'Oberland bernois, Teding à Engelberg, parlamento (parlement) dans la Léventine, cumin (commun en sursilvan, dans le sens d'assemblée commune), tschendada (ou tschentada, du romanche tschendar, s'asseoir, mettre en place), Landsgemeinde ou Bsatzig (Besetzung en dialecte, occupation, ici d'une fonction) ou Zendengemeinden (assemblée du dizain) dans les dizains valaisans.

## Origines
Les origines exactes de la Landsgemeinde ne font pas l'unanimité au sein de la communauté scientifique,,.
Le Dictionnaire historique de la Suisse place les origines de la Landsgemeinde dans la plaid (appelé Landtag en allemand, litt. assemblée du pays), évènement où la population se rassemble au moment où le bailli rend la justice, au nom du suzerain ou de l'empereur pour les régions jouissant de l'immédiateté impériale. On trouve ainsi des institutions similaires à la Landsgemeinde au travers du Saint-Empire romain germanique, notamment dans le nord de l'Allemagne actuelle (dans l'Oldenburg, la Frise et la Dithmarse), mais également plus au sud (au Vorarlberg et dans le Tyrol), et également aussi en Islande (entre 930 et 1264, sous la forme de l’Althing). Ces institutions en dehors des frontières de la Suisse ne portent toutefois pas le nom de Landsgemeinde. La théorie selon laquelle la Landsgemeinde descendrait du Thing est toutefois remise en cause, faute de preuves,,.
Avant les années 1960, la recherche historique considère que l'origine de la Landsgemeinde se trouve dans les Markgenossenschaften (litt. coopérative de marche) des vallées indépendantes de Suisse centrale. La Landsgemeinde serait à ce titre l'assemblée de la Markgenossenschaft, une structure coopérative de villages s'alliant pour mettre en commun des ressources,. Cette théorie est peu plausible, car la présence de cette forme de communauté n'est pas démontrée dans les vallées alpines,. Elle est pour la première fois désavouée par l'historien Paul Kläui.
Il existe toutefois un consensus sur le fait que seuls des changements macropolitiques (en particulier la chute et le remplacement des nobles locaux, la position des Alpes aux confins du Saint-Empire et le déplacement de l'intérêt des Habsbourg vers l'est de l'Europe) et des prédispositions locales à la coopération permettent d'avoir un cadre propice à l'émergence des Landsgemeinde.
Le Reichsvogt (représentant du Graf), autorité locale dans la vallée rendant entre autres la justice pénale, voit progressivement son rôle se confondre avec celui de Landamman, élu démocratiquement par la communauté au travers de la Landsgemeinde, comme c'est le cas à Glaris. La Landsgemeinde devient ainsi détentrice du pouvoir suprême, reprend les charges, compétences et devoirs de la Reichsvogtei (l'office de Vogt), au fur et à mesure que les contrées dotées de cette assemblée de pays deviennent indépendantes du pouvoir impérial. Une majorité des Landammänner sont historiquement membres de familles patriciennes.
Pour résumer, la Landsgemeinde descend d'une autorité judiciaire, qui au fil du temps accroît ses compétences pour englober les trois pouvoirs.

## Histoire

### PremièresLandsgemeinden

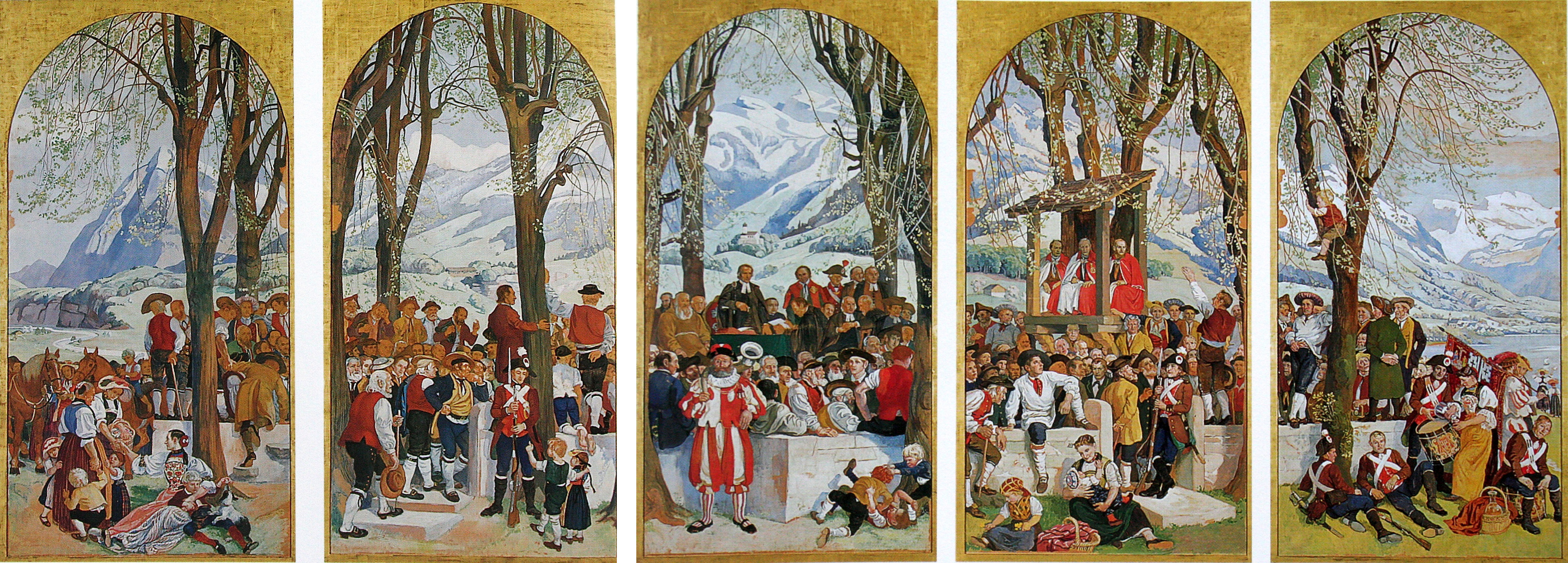
La fresque dans la salle du Conseil des États, réalisée par Albert Welti et Wilhelm Balmer.

Les premières Landsgemeinden ont lieu dans le canton d'Uri en 1231,. Cette forme de démocratie se répand par la suite à Schwytz en 1294 (où on trouve le premier document relatant des décisions prises par une Landsgemeinde) puis Unterwald (1300 ou 1309). Zoug organise sa première Landsgemeinde en 1376, et Glaris le 11 mars 1387. Le canton d'Appenzell (alors unifié) réunit sa première Landsgemeinde en 1378, puis régulièrement dès 1403.
Des pays sujets saisissent également l'opportunité d'organiser ces assemblées primaires, « parfois instituée sous l'influence directe des cantons protecteurs ». C'est le cas au Tessin dans la Léventine, dans le Bellinzonese, dans la Riviera et dans la Valle di Blenio,. Du côté nord du Gothard, les pays soumis à Schwytz (la Marche, le pays d'Einsiedeln, Küssnacht), à Glaris (Werdenberg, Gaster (de)), à Berne (le bailliage d'Oberhasli, l'Obersimmental, le bailliage de Saanen) et à Lucerne (l'Entlebuch) et Uznach (partagé entre Schwytz et Glaris) se dotent également de cette institution,.
La Landsgemeinde présente en Suisse alémanique et au Tessin est similaire aux assemblées populaires qui se réunissent dans les juridictions des III ligues rhétiques (Gerichtsgemeinden, litt. communes judiciaires, détentrices des pouvoirs politique et judiciaire) et dans les dizains valaisans. Le Dictionnaire historique de la Suisse tire aussi un parallèle avec les assemblées des communiers au niveau local dans les communautés rurales (aujourd'hui assemblées communales).

### Évolution
Son appréciation est différenciée. L'arbitraire au sein de ces assemblées populaires augmente au cours du XVIIe siècle, signe d'une dégradation de la morale politique dans les cantons concernés. Des formes de corruption lors d'élections ou votes sur des objets spécifiques sont attestées dès le XVIe siècle. Les amendes décidées par les Landsgemeinden ne suffisent pas pour empêcher les abus. La Landsgemeinde devient ainsi une « oligarchie populaire », déterminée à sauvegarder ses intérêts face à l'étranger et aux plus pauvres. Au cours du XVIIIe siècle, elle est toutefois idéalisée, considérée comme une incarnation de l'image originelle de la démocratie, baignée de l'idéal de démocratie populaire formulé par Rousseau, alors que d'autres contemporains la fustigent, y voyant une dictature plébéienne, imbue de ses propres privilèges. Une césure intervient en 1798, au moment de l'instauration de la République helvétique.

### Interruption sous la République helvétique

La République helvétique ne permet pas l'organisation des Landsgemeinden, au nom de l'unitarisme.

Avec l'invasion des troupes révolutionnaires françaises en 1798 et la proclamation de la République helvétique, la figure de la Landsgemeinde est remise en question.
La République helvétique, république unitaire fondée sur le modèle français dans la lignée des républiques sœurs, ne permet pas aux cantons de maintenir leur souveraineté. La Landsgemeinde, manifestation politique de cette souveraineté, est en conséquence abolie, et les symboles qui s'y rattachent sont détruits (par exemple la place de Landsgemeinde à Wil an der Aa, aujourd'hui Oberdorf),.

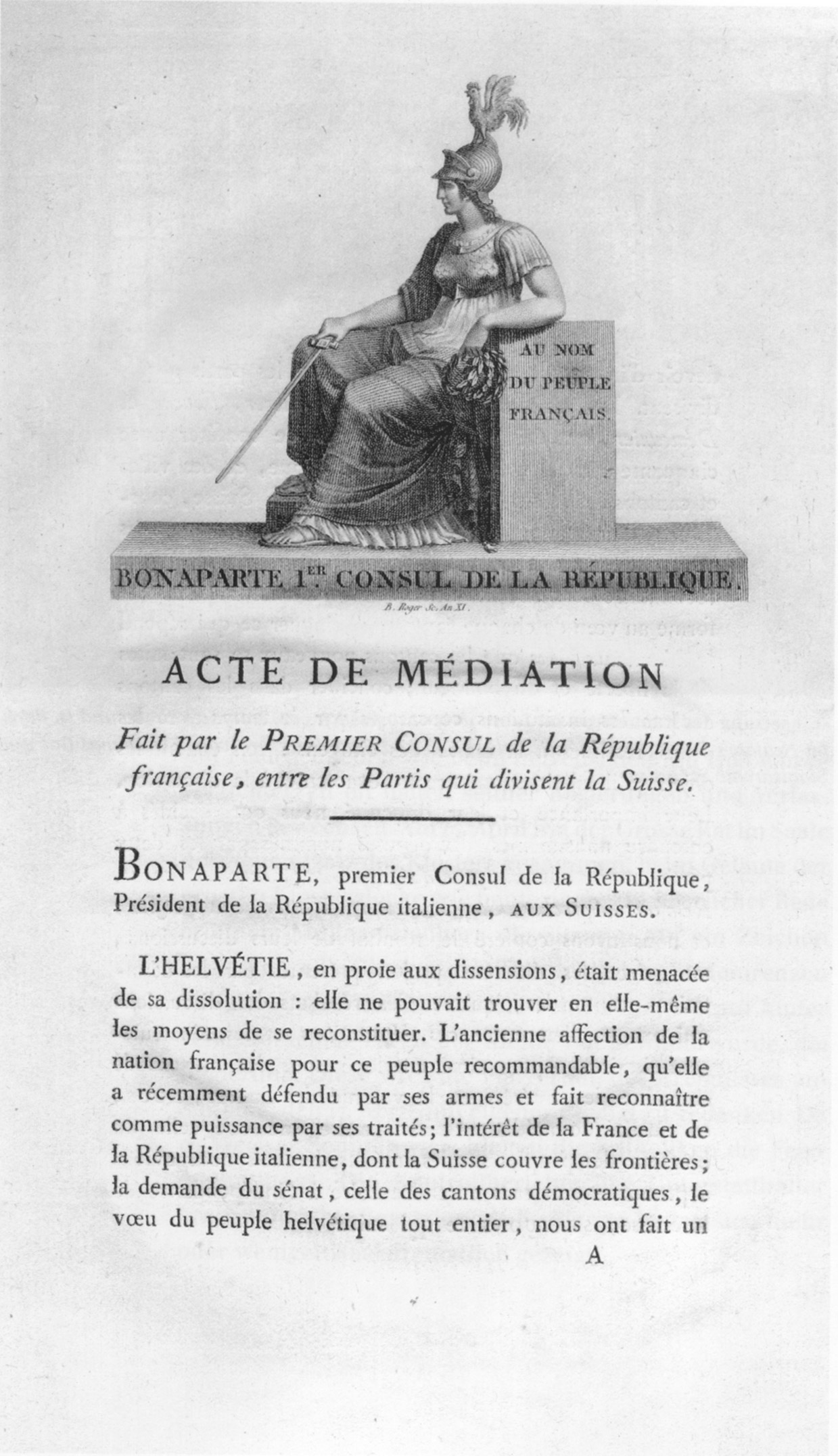
L'Acte de Médiation, édicté par Napoléon, permet de nouveau la tenue de la Landsgemeinde.

Avec l'Acte de Médiation, Napoléon permet de nouveau l'organisation des Landsgemeinden. Toutefois, la restauration de l'institution n'efface pas ses défauts, et les vieux schémas de corruption et de tumultes retrouvent leur place. L'époque de la Restauration, après la Médiation, efface de manière provisoire les acquis démocratiques (l'égalité des individus et des territoires), revenant à un système de cooptation et d'exclusion des étrangers des affaires de la communauté.

### Landsgemeindeaprès 1848
Une autre césure a lieu entre la guerre du Sonderbund et la fondation de l'État fédéral en 1848.

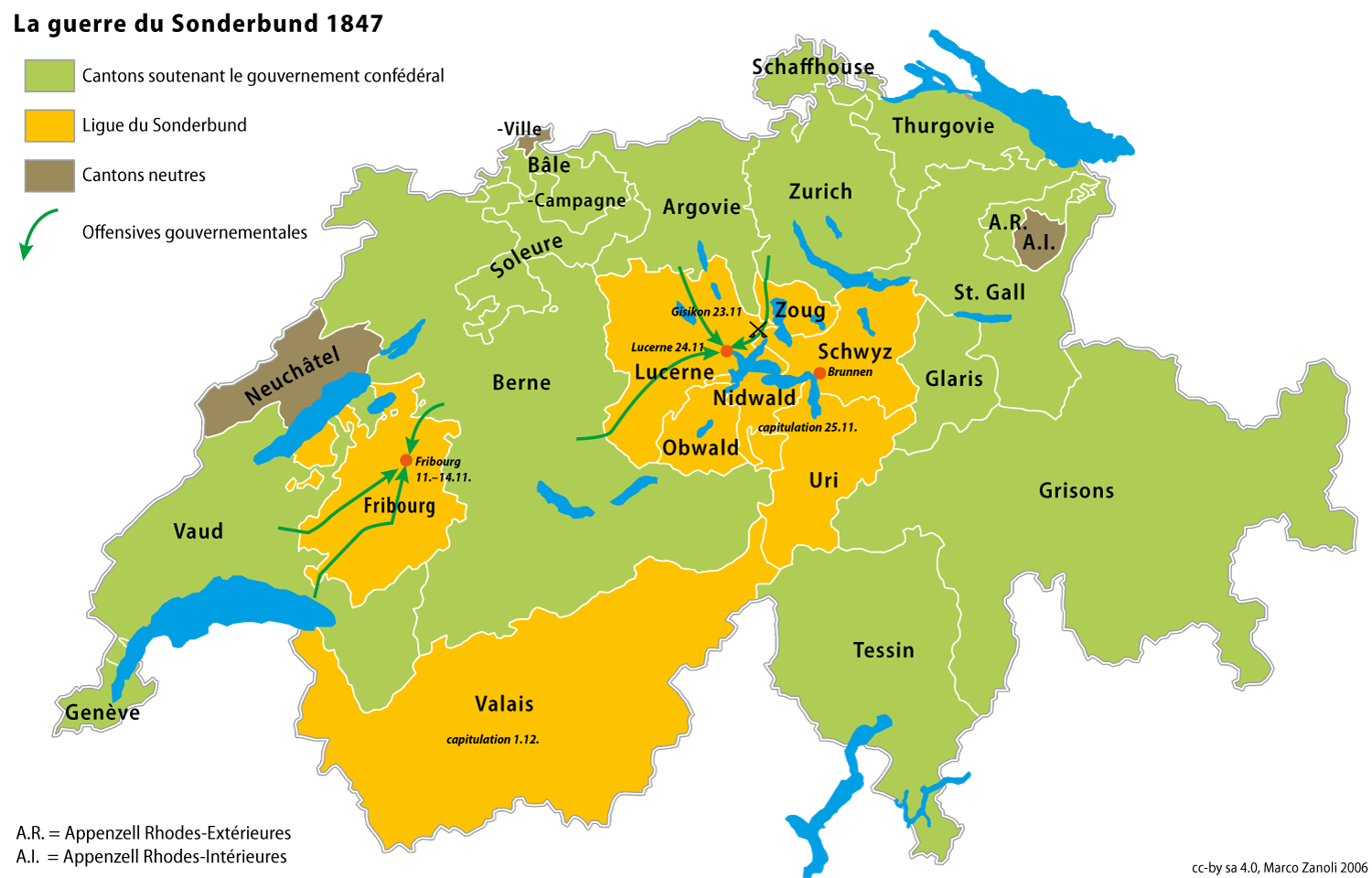
Certains cantons avec une Landsgemeinde finissent par fonder le Sonderbund (en jaune) et décident de faire sécession en 1847.

Certains cantons pourvus d'une Landsgemeinde, comme Uri, Schwytz, Zoug, Nidwald et Obwald, s'allient en 1847 à d'autres cantons catholiques conservateurs (le Valais et Fribourg) pour faire face aux cantons protestants et plus libéraux. S'ensuit une guerre civile qui dure moins d'un mois et qui voit les cantons conservateurs perdre et être réintégrés dans la Confédération, devenu État fédéral en 1848.
La fondation de l'État fédéral introduit la notion de garantie fédérale, selon laquelle un canton ne peut apporter de modification à sa constitution qui aille à l'encontre du droit fédéral. L'État fédéral exerce ainsi une forme de surveillance sur les activités des cantons, y compris sur les décisions des Landsgemeinden.
Après la fondation de l'État fédéral, la Landsgemeinde perd peu à peu ses compétences. Depuis la révision totale de la Constitution fédérale en 1874, la voix des cantons dans la double majorité ne peut plus être donnée à travers une Landsgemeinde, mais uniquement par l'urne.
À partir du XXe siècle, les autorités cantonales renoncent à mettre certains objets à l'ordre du jour. À titre d'exemple, Glaris élit les membres de son gouvernement et ses deux représentants au Conseil des États à l'urne depuis 1971.

### Abolition progressive
Parallèlement, plusieurs cantons se séparent de cette institution. C'est le cas de Schwytz, qui l'abolit dès 1848. La Landsgemeinde ne subsiste que dans deux cantons : Appenzell Rhodes-Intérieures et Glaris. Elle a été abandonnée dans les années 1990 dans les cantons de Nidwald, d'Appenzell Rhodes-Extérieures et d'Obwald pour des raisons logistiques (en raison du manque de place après l'introduction du suffrage féminin) mais surtout en raison du recours de plus en plus fréquent au scrutin à bulletin secret. Son abandon dans les cantons de Zoug, de Schwytz (en 1848) et d'Uri (en 1928) est plutôt dû à des tensions régionales ou partisanes.

## Pouvoirs et compétences
Historiquement, la Landsgemeinde est le pouvoir suprême de la communauté,. Elle est avant tout l'assemblée qui rend la justice, en particulier pénale (également dans les cas de procès politique), et dispose également du droit de grâce. Elle cède toutefois le pouvoir judiciaire à partir du XVIe siècle. Elle acquiert par la suite le pouvoir législatif et le pouvoir administratif,. Ainsi, elle peut confirmer la coutume ou édicter de nouvelles lois (et ce même chaque année, comme à Uri et Schwytz) et mettre en œuvre les décisions de la Diète. Elle détient également le pouvoir suprême en matière d'élections,, en particulier des juges, des magistrats, des délégués à la Diète fédérale et des principaux fonctionnaires. Logiquement, elle détient aussi le pouvoir de destitution de fonctionnaires. Enfin, la Landsgemeinde (avant la République helvétique) peut déclarer la guerre et ratifier des traités avec d'autres puissances. En ce sens, pour ces cantons, la séparation des pouvoirs est absente,, et les compétences ne sont pas clairement définies. La Landsgemeinde est parfois considérée comme une forme d'aristocratie paysanne, dans la mesure où les participants à l'assemblée font partie d'une classe de privilégiés (dans leur communauté du moins).
Les pouvoirs des Landsgemeinden évoluent de manière différente selon les cantons,,. Toutefois, depuis la fondation de l'État fédéral, la Landsgemeinde reste avant tout la manifestation politique de la souveraineté populaire. Cette désignation de pouvoir souverain se retrouve dans les constitutions cantonales qui prévoient toujours la Landsgemeinde, comme à Glaris (« l'autorité étatique est exercée par le peuple ... au travers de la Landsgemeinde »).

## Composition et organisation

### Participants
Dès ses premières éditions, seuls les Landleute (litt. gens du pays) peuvent participer à la Landsgemeinde, autrement dit les citoyens masculins en âge de pouvoir porter les armes. Pour participer à l'assemblée du pays, ils ne doivent pas être frappés d'une tutelle ou être au bénéfice de l'assistance publique. Sont ainsi exclus les femmes et les confédérés (Eidgenossen, citoyens d'autres cantons). Les citoyens pauvres ou condamnés à une peine pour un comportement déshonorable sont inscrits dans des « livres noirs » (comme à Schwytz ou à Uri) ; ailleurs, leur nom est déclamé avant le début de l'assemblée (comme en Appenzell) ; à Obwald, les cheveux coupés sont signes de déshonneur et de pauvreté, leur barrant l'accès à l'assemblée.
L'âge à partir duquel un citoyen peut participer varie selon le temps et le lieu. Ainsi la majorité à cet égard est fixée à 14 ans à Uri, Unterwald (Nidwald et Obwald) et Zoug, mais il faut avoir 16 ans à Schwytz, Glaris et en Appenzell pour participer à la Landsgemeinde. Le Vénitien Marino Sanuto rapporte toutefois que les enfants dès l'âge de 10 ans peuvent voter à Schwytz après la bataille de Marignan,.
Tout citoyen ayant voix à la Landsgemeinde peut également y faire des propositions ou de se porter candidat,,. Toutefois, ce pouvoir n'est en pratique pas illimité et il est sujet de jure et de facto à des contraintes. Par le passé à Uri, les propositions devaient venir de sept citoyens, tous membres d'une famille différente. De même, il est devenu progressivement impossible qu'un citoyen dépose une proposition de loi le jour même de la Landsgemeinde.

### Participation des femmes

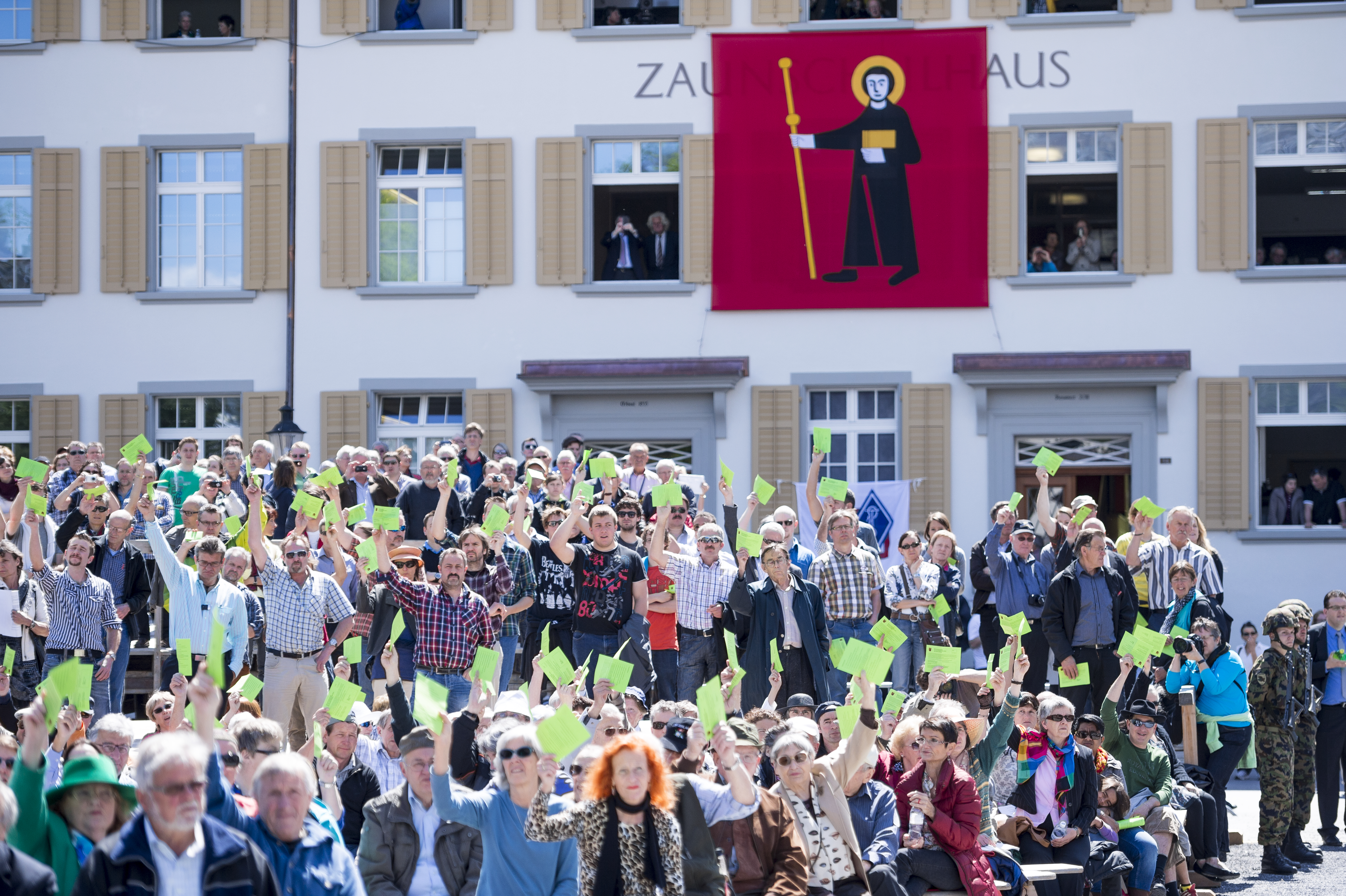
Landsgemeinde à Glaris, en 2013.

Historiquement réservées aux hommes, la Landsgemeinde s'ouvre progressivement aux femmes.
Dans certains cantons, dont Schwytz, la participation de femmes veuves est attestée après la bataille de Marignan, comme rapporté par l'historien vénitien Marino Sanuto,,. À Saanen, les femmes possédant un droit à la coopérative de montagne (Alpgenossenschaft) peuvent également prendre part à la Landsgemeinde au XVIIe siècle.
Après l'introduction du suffrage féminin au niveau fédéral en février 1971, Glaris leur octroie le droit de vote en 1971, suivi d'Obwald et Nidwald en 1972, puis d'Appenzell Rhodes-Extérieures en 1989. Le dernier canton pourvu d'une Landsgemeinde à avoir octroyé le droit de vote aux femmes est Appenzell Rhodes-Intérieures, en 1991. Il se le voit imposer par une décision du Tribunal fédéral, après le recours de Theresia Rohner contre les décisions de la Landsgemeinde de 1990.

### Réunion à la fin du printemps
La Landsgemeinde se tient annuellement, à la fin du mois d'avril ou au début de mois de mai suivant le canton,. À Uri et à Schwytz, la fête de la Saint-Jean (le 24 juin) est retenue, alors que le dernier dimanche d'avril voit s'organiser les assemblées à Schwytz et Nidwald. À Uri, la Landsgemeinde a lieu entre la fin du printemps et le début de l'été. Il est toutefois possible d'organiser des réunions extraordinaires en cas de besoin. La Landsgemeinde se distingue ainsi de l'ecclésia grecque, qui prévoit 40 réunions par an.

### Déroulement

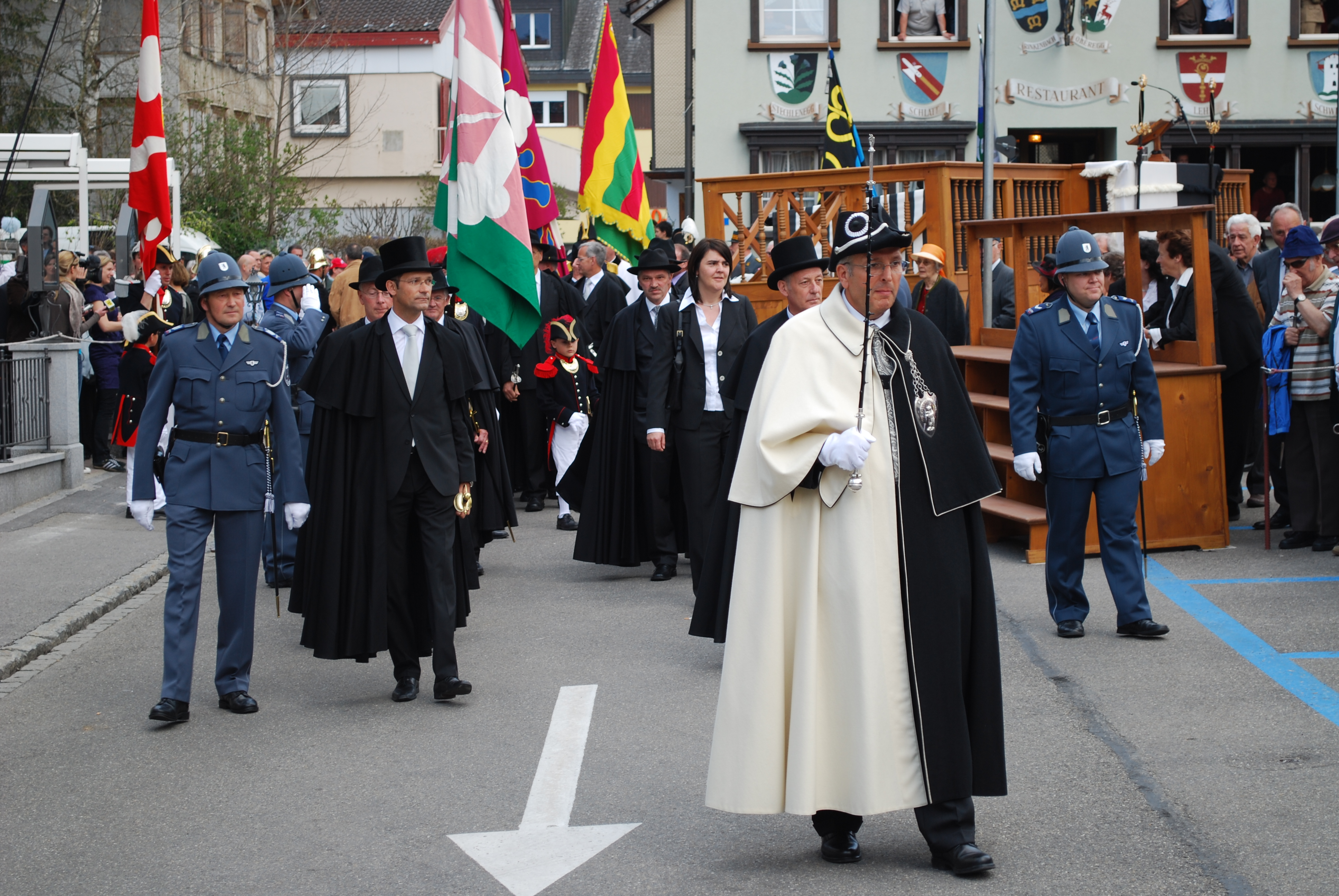
Cortège à Appenzell, après la Landsgemeinde de 2010.

La Landsgemeinde suit un cérémonial solennel, (devenu « pompeux » dès l'époque baroque). L'assemblée procède en cortège, accompagnée des notables et membres du clergé locaux, au rythme des tambours et d'une fanfare, accompagnés des insignes cantonaux (en particulier les drapeaux traditionnels), jusqu'à la place où est érigé le Ring, le cercle délimitant la foule des votants, qui rappelle celui d'un cirque antique selon Duroy.
L'assemblée est présidée par le Landamman, accompagné d'autres fonctionnaires,. En guise d'ouverture (différente suivant le canton), une prière est prononcée (comme le Veni Creator Spiritus ou bien le Notre Père et Je vous salue Marie), et un service religieux est tenu. À Schwytz, le Landamman ouvre les délibérations en proclamant « Béni soit Jésus-Christ pour l'éternité, amen ».

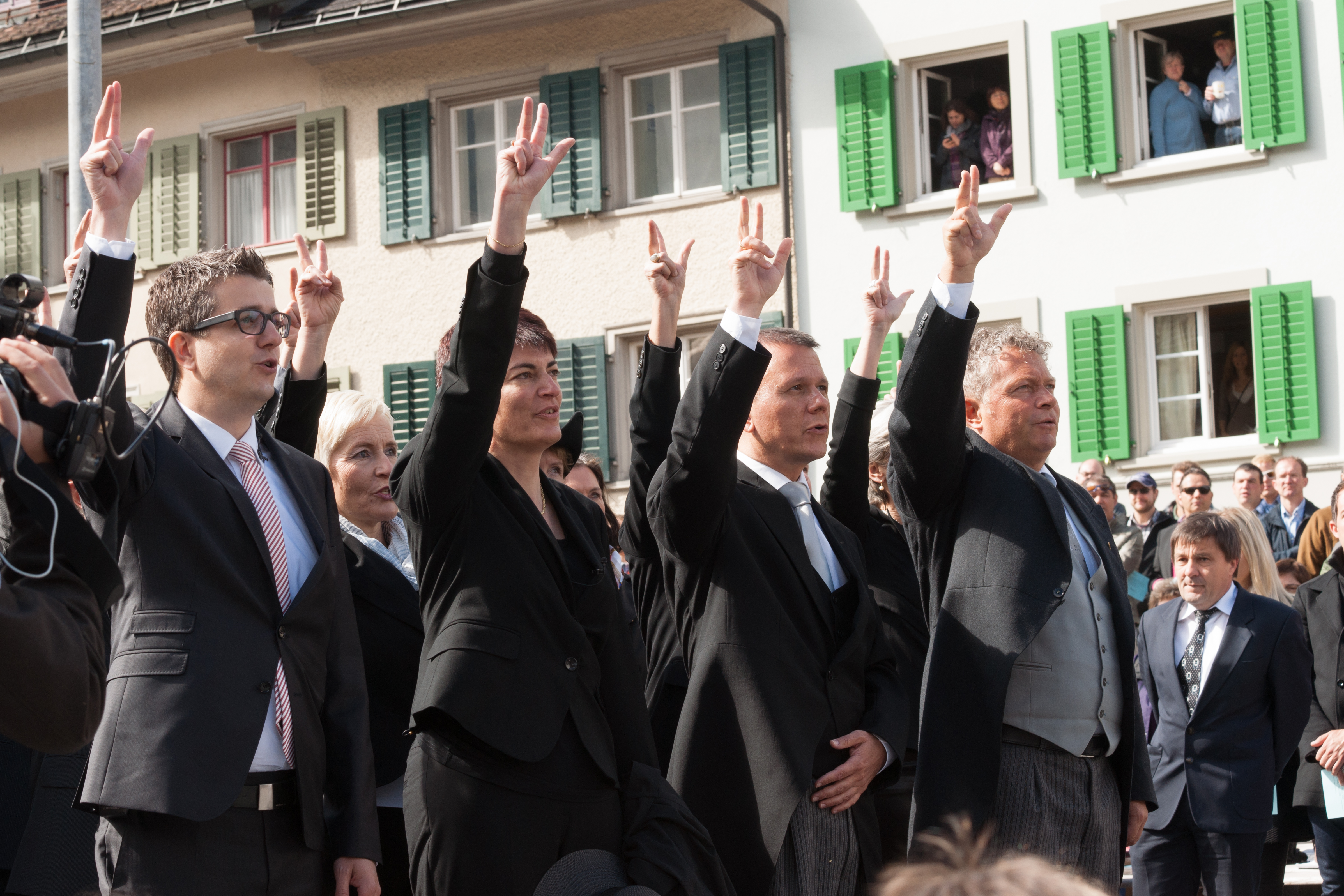
L'assermentation, avec le salut à trois doigts, est une composante importante de la Landsgemeinde (ici du gouvernement glaronais en 2014).

L'ordre du jour (sa composition et son agencement) est le plus souvent déterminé par la tradition locale, mais l'objet le plus important est la prestation de serment des Landsleute et des autorités élues, qui revêt une importance particulière, signe de l'unité de la communauté.
À l'origine, le décompte des votes se fait en utilisant un système de portique : à deux extrémités de l'assemblée, deux hommes, armés d'une lance ou d'une épée, se placent de façon que les deux armes forment un passage ; deux autres hommes sont chargés de faire le décompte des voix,. La méthode utilisée depuis une époque plus récente est le vote à main levée, ce qui n'est pas sans un certain problème de fiabilité.
Les débats politiques menés à la Landsgemeinde pouvant être mouvementés, le pouvoir de police est dans les mains du Landamman. Ce pouvoir se manifeste par exemple dans la proclamation d'un règlement en début d'assemblée (comme à Uri), ou en levant le Landesschwert (litt. l'épée du pays, représentant le pouvoir) trois fois en menaçant l'expulsion du Ring (comme à Schwytz). L'interdiction de la consommation d'alcool dans le Ring est également attestée dans plusieurs cantons et à plusieurs reprises dès le XVIIe siècle.
Évènement important dans les cantons concernés, la Landsgemeinde est aussi une fête populaire, déterminante pour la cohésion sociale de la communauté,. Après la partie officielle, les participants restent pour boire un verre, discuter ou fêter l'élection de nouveaux magistrats. Par temps de guerre, elle est aussi un facteur de stabilité pour la communauté.

## Situation par canton
Selon Carlen, une Landsgemeinde ne peut être tenue (ou maintenue) que lorsque trois éléments sont réunis : un cadre légal adéquat, une population qui ne soit pas trop nombreuse et un territoire de dimensions raisonnables. D'un point de vue légal, l'assemblée populaire ne peut avoir lieu que dans un  cadre juridique qui garantit l'autonomie des cantons et leur droit à leur autogouvernance. À cela vient s'ajouter le facteur humain et géographique : selon Carlen, la population doit être en mesure de rejoindre le lieu où se tient la Landsgemeinde et y participer sans trop de difficultés. La population concernée doit aussi faire preuve de discipline et de « maturité démocratique », car l'assemblée est un exercice politique et logistique compliqué, puisque chaque citoyen dispose du droit d'initiative. Ainsi seuls les cantons dont le territoire et la population ne sont pas trop importants peuvent se permettre de maintenir une Landsgemeinde. Ces critères impliquent également une forme d’homogénéité, car une assemblée trop souvent polarisée empêche le déroulement d'une Landsgemeinde sereine (sans heurts), comme dans les cantons ayant des disparités géographiques (conflit ville-campagne, comme à Zoug) ou religieuses (conflit catholiques-protestants, comme Appenzell qui se sépare en 1597 en Rhodes Intérieures et Extérieures).

### Uri
Uri tient sa première Landsgemeinde en 1251. Elle porte également le nom de Maiengemeinde, assemblée tenue en mai sur la Lehnplatz à Altdorf. Pour les objets qu'elle ne peut traiter dans les temps, une autre assemblée est organisée, la Nachgemeinde (litt. assemblée de rattrapage, plus tard appelée Berzirksgemeinde, litt. assemblée de district), entre huit et quatorze jours après la Landsgemeinde,.
Le canton alpin voit sa dernière Landsgemeinde organisée le 6 mai 1928 à la suite d'une initiative populaire (déposée par 1 795 ayants-droit de vote) acceptée par 3 672 voix contre 2 198,. Une autre initiative, demandant la restauration de l'assemblée populaire, est déposée le 30 avril 1952 par 327 citoyens. Dans son message, le Conseil d'État uranais indique que la Landsgemeinde n'est pas un moyen fiable pour déterminer la volonté populaire ; cet objectif serait beaucoup mieux atteint par un vote à l'urne. En fin de compte, le peuple d'Uri refuse de retourner à cette forme de démocratie populaire par 3 672 voix contre 2 198 le 19 avril 1953 (avec un taux de participation de 73 %).

### Schwytz
En 1294, Schwytz voit se tenir la première Landsgemeinde dotée de compétences législatives.
Plusieurs facteurs sont responsables de l'abolition de la Landsgemeinde. D'une part, le fossé créé entre la ville et la campagne (anciennement territoires sujets) mène à des disparités, notamment dans la représentation politique au niveau cantonal et dans la répartition des dépenses publiques. La tension est tellement importante que la campagne décide de faire sécession du reste du canton en 1832, séparation qui ne sera arrêtée qu'après intervention fédérale. D'autre part, la guerre du Sonderbund en 1847 est l'élément politique externe qui incite le canton à se séparer de cette institution, ce qui sera chose faite en 1848, peu de temps après l'avènement de l'État fédéral,.

### Nidwald

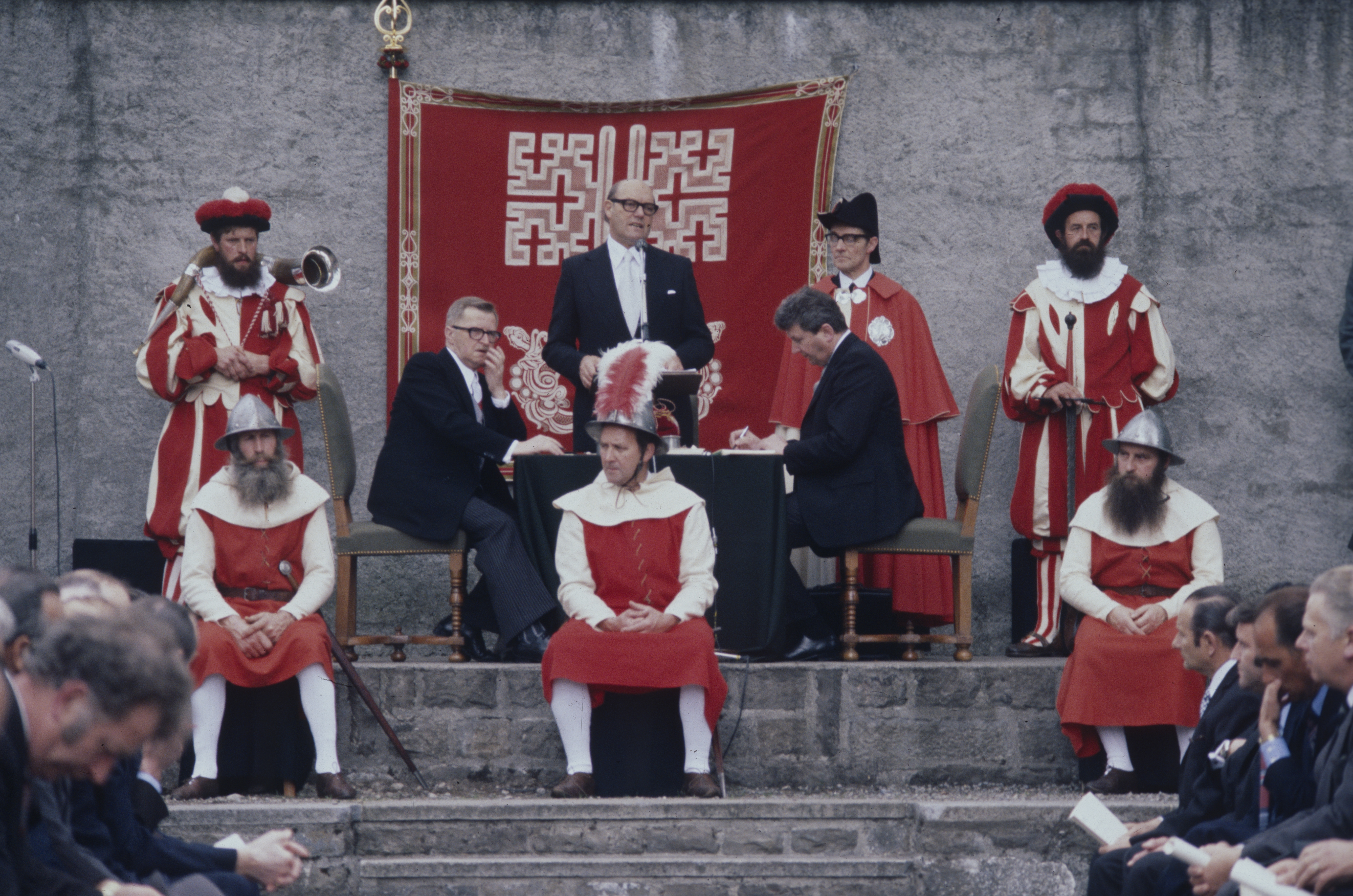
Le Landamman nidwaldien s'adressant à la Landsgemeinde ; à sa gauche son huissier et autour d'eux des hommes en costume militaire traditionnel.

Le canton de Nidwald, issu de la scission d'Unterwald en Obwald et Nidwald, connaît la Landsgemeinde depuis le début du XVIe siècle.
La réduction des compétences de l'assemblée populaire nidwaldienne se fait progressivement. En premier lieu, une Landsgemeinde extraordinaire se réunit le 23 octobre 1994 pour changer le mode d'élection du gouvernement et du représentant au Conseil des États en vote à l'urne. Il en va de même pour les révisions de la constitution cantonale. Le gouvernement cantonal décide par la suite d'instituer une commission d'experts chargée de se prononcer sur le maintien ou l'abolition de la Landsgemeinde. Dans son rapport, il expose plusieurs arguments en faveur de l'institution pluricentenaire : elle fait partie des traditions et de l'identité cantonale, elle est moins chère à organiser qu'une votation à l'urne et il est plus facile d'y soumettre un objet au débat. À l'inverse, les votations à bulletins secrets augmentent la participation et garantissent l'anonymat du vote. Le groupe d'experts propose toutefois de maintenir l'assemblée populaire en modifiant la manière de proposer des objets.
À la suite de la publication de ce rapport, le Parti socialiste (PS) propose de supprimer la Landsgemeinde. Il avance que le canton n'est plus le même qu'avant, passé d'un territoire principalement paysan à un canton moderne. À cela viennent s'ajouter l'introduction du suffrage féminin et l'augmentation démographique. Selon le PS, ces changements ne sont plus compatibles avec la tenue de la Landsgemeinde, où nombre de personnes sont exclues, les capacités logistiques limitées (le Ring ne pouvant être étendu à l'infini) et la participation faible.
Les deux projets (celui du groupe d'experts et celui des socialistes) sont soumis au peuple nidwaldien en 1996. Le vote (à l'urne) s'effectue en deux étapes : une première le 22 septembre et la seconde (le vote décisif) le 1er décembre ; en définitive, Nidwald décide d'abolir la Landsgemeinde.

### Obwald

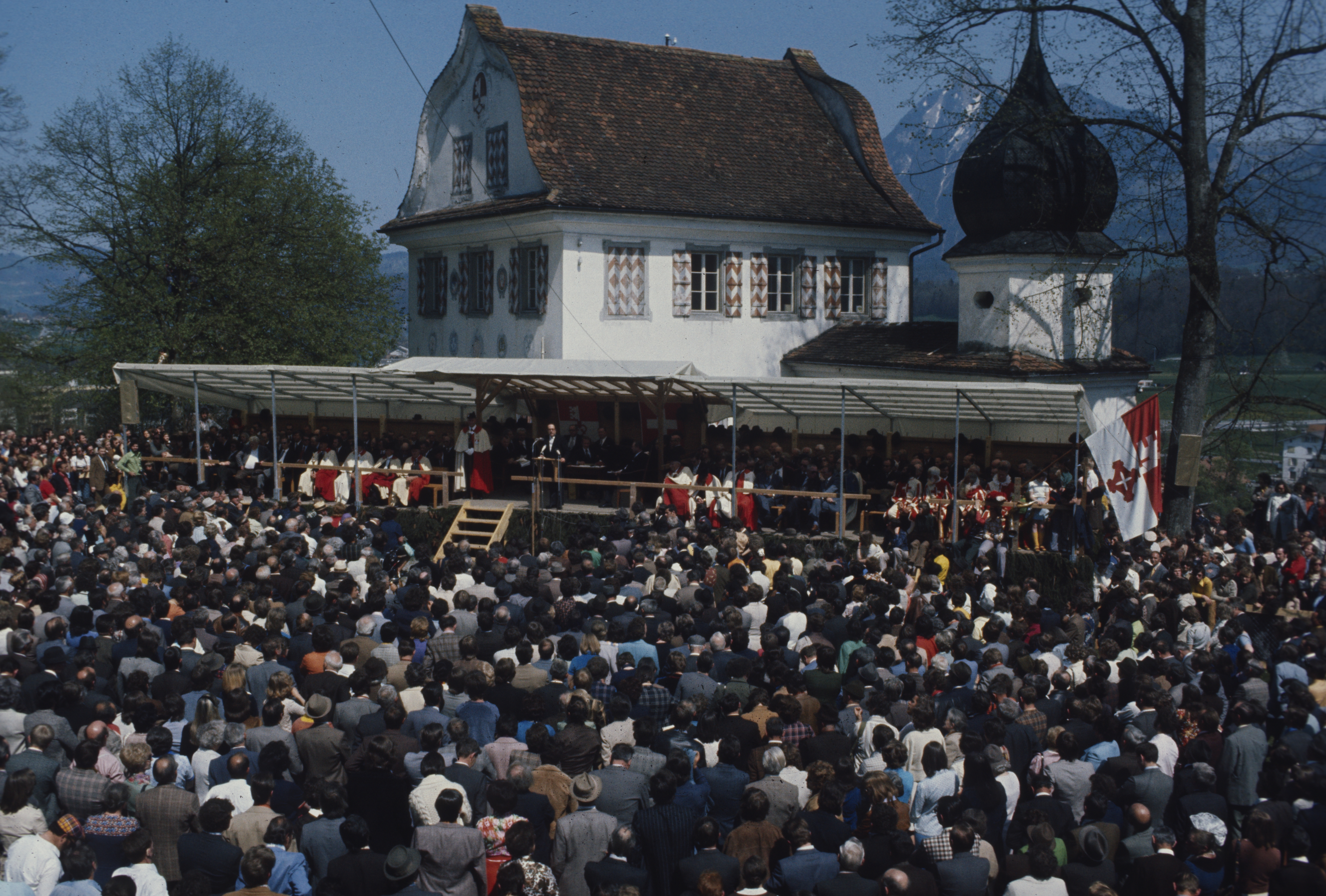
Landsgemeinde à Sarnen, en 1966.

Obwald, issu de la scission d'Unterwald, connaît un cérémonial qui remonte à l'époque de l'ancien canton unifié. Le Landamman est accompagné par un huissier, un porte-étendard et une fanfare composée de sonneurs de trompes et de tambours. Le cortège est suivi par une procession du sceau cantonal et de l'épée du canton. Par la suite, le porte-étendard récupère l'étendard du canton à l'hôtel de ville. En 1985, il est décidé que l'étendard du pape Jules II sera porté à la Landsgemeinde tous les dix ans.

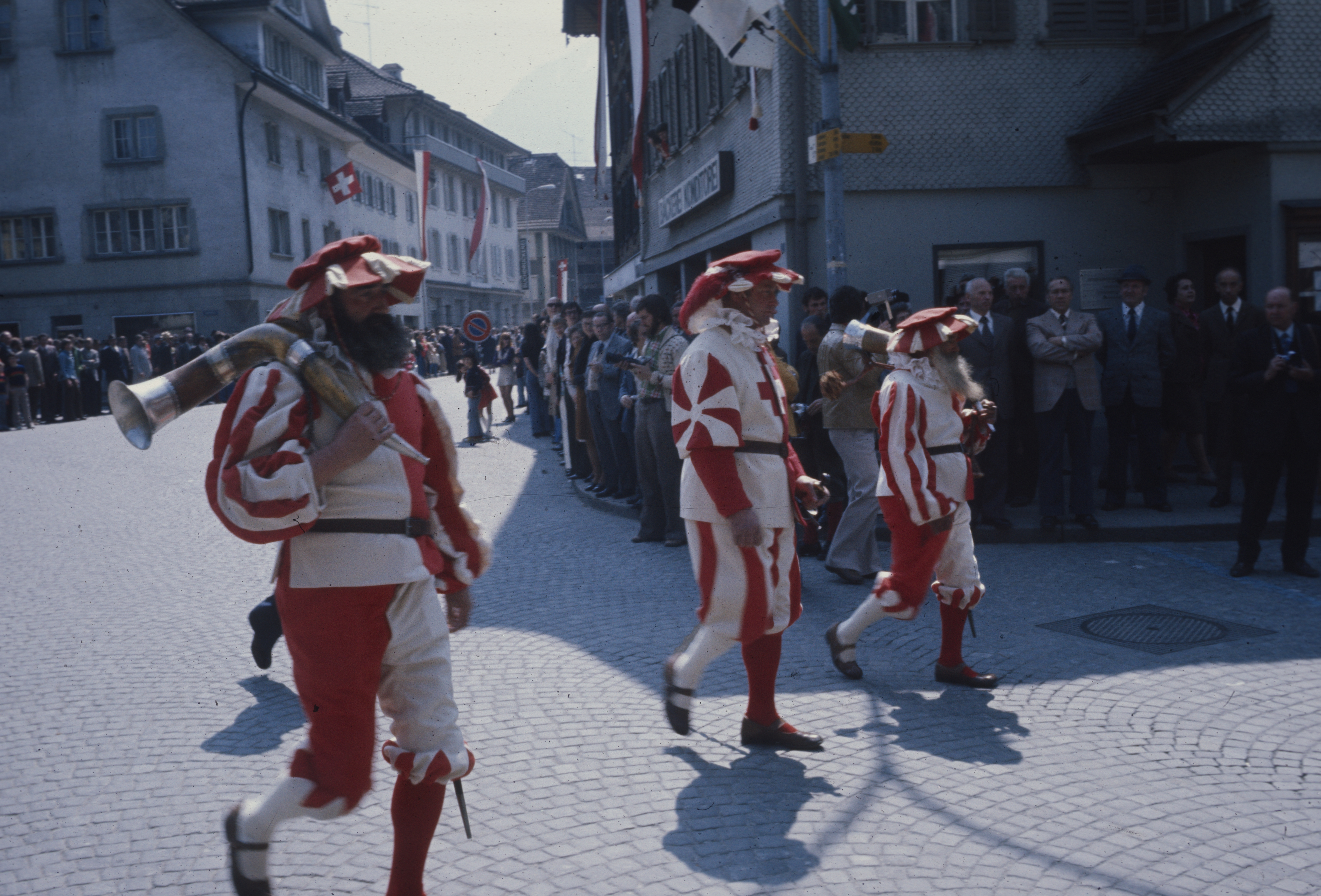
Hommes en costume traditionnel marchant dans le cortège précédant la Landsgemeinde à Sarnen, en 1966.

Les hommes qui participent à la Landsgemeinde portent l'habit sombre, tandis que les huissiers sont vêtus des couleurs cantonales. Le porte-étendard et les sonneurs de trompettes sont eux habillés en costume traditionnel. La cérémonie est ouverte par le Landamman, qui prononce un discours, suivi de l'hymne Veni Creator Spiritus, qui met en exergue le caractère religieux de l'assemblée.
Le canton connaît plusieurs tentatives d'abolition de sa Landsgemeinde dès 1919. Quatre initiatives populaires sont déposées, en 1919, en 1922, en 1966 et en 1973, demandant la modification de la constitution cantonale pour supprimer les dispositions sur la Landsgemeinde. En 1919, il manque seulement 15 voix pour approuver l'initiative. Le 11 mai 1975, le peuple obwaldien refuse d'abolir cette institution de la démocratie populaire par 5 351 voix (sous impulsion du Parti démocrate-chrétien) contre 4 095 (principalement des radicaux et les chrétiens-sociaux) avec un taux de participation de 62 % à la Landsgemeinde, où il y a même un blessé lors des débats précédant le vote.
Obwald décide finalement de se séparer de son assemblée populaire lors d'un scrutin à l'urne (le scrutin secret ayant été introduit en 1973) le 29 novembre 1998, par une courte majorité de 53 % en faveur.

### Glaris
À Glaris, la Landsgemeinde a lieu le premier dimanche de mai. En raison de la pandémie de Covid-19, il ne se réunit pas pendant près de deux ans et demi ; elle a lieu toutefois le 5 septembre 2021.
L'assemblée est habituellement précédée d'un débat nourri dans la presse locale, mais aussi entre citoyens.
Une fois arrivé au Ring érigé à la Landsgemeindeplatz, le Landamman monte sur son siège et prend possession de l'épée cérémoniale (Landesschwert),. En 2008, environ 8 000 personnes ayant le droit de vote participent à l'assemblée.
En premier lieu, les autorités cantonales (le Landamman, le président du tribunal cantonal, le procureur général, etc.) sont élues par l'assemblée populaire (le parlement et les deux représentants au Conseil des États sont eux élus par un vote aux urnes), puis suivent l'approbation des finances cantonales, le salaire des élus et enfin les points à l'ordre du jour (Traktanden).

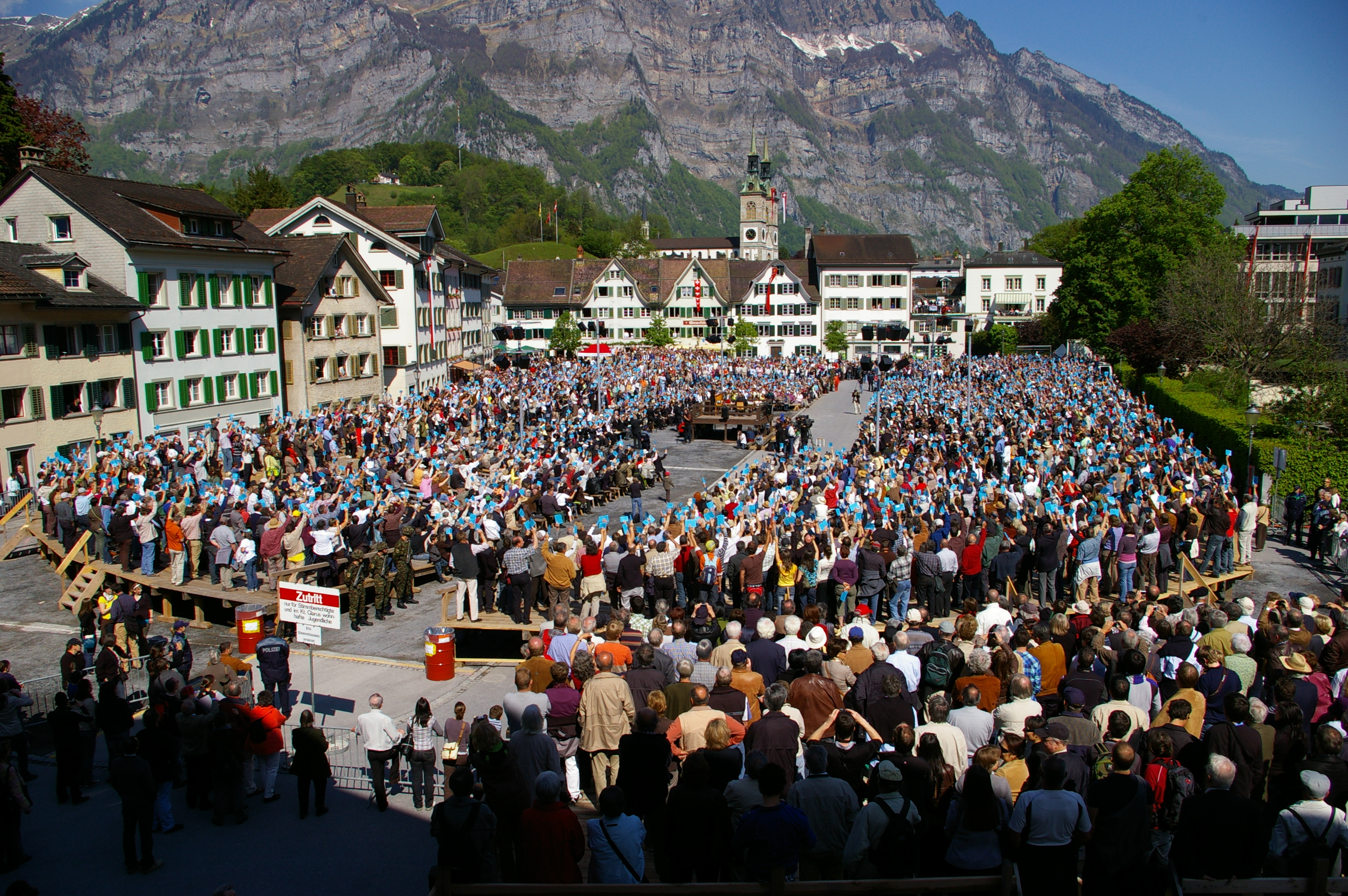
Photographie d'ensemble de la Landsgemeinde à Glaris en 2009 ; les estrades en bois délimitent un cercle (le Ring) réservé aux personnes ayant le droit de vote.
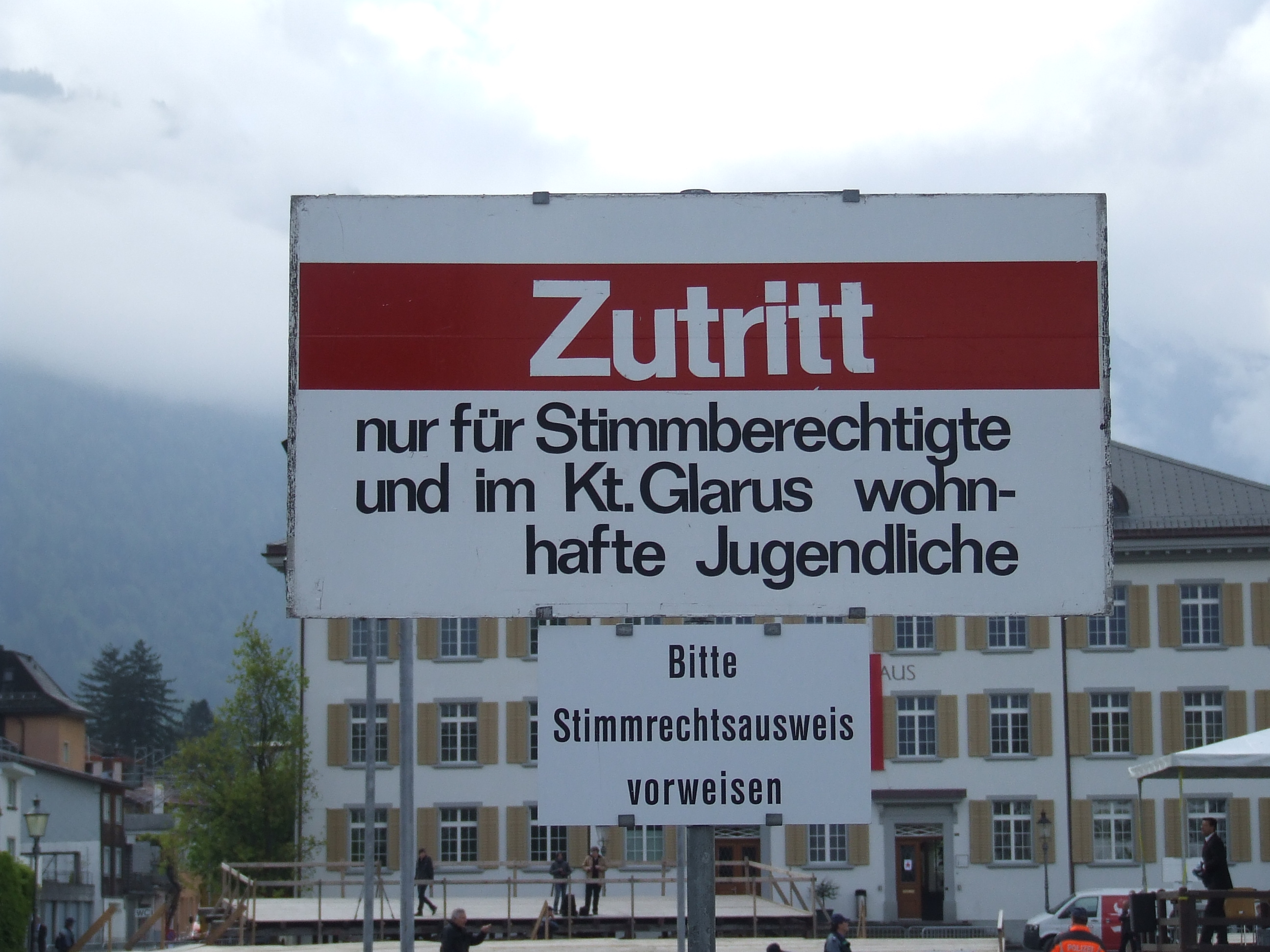
Panneau à l'entrée de la Landsgemeinde de Glaris en 2014, indiquant que l'entrée est réservée aux électeurs et à la jeunesse glaronaise.
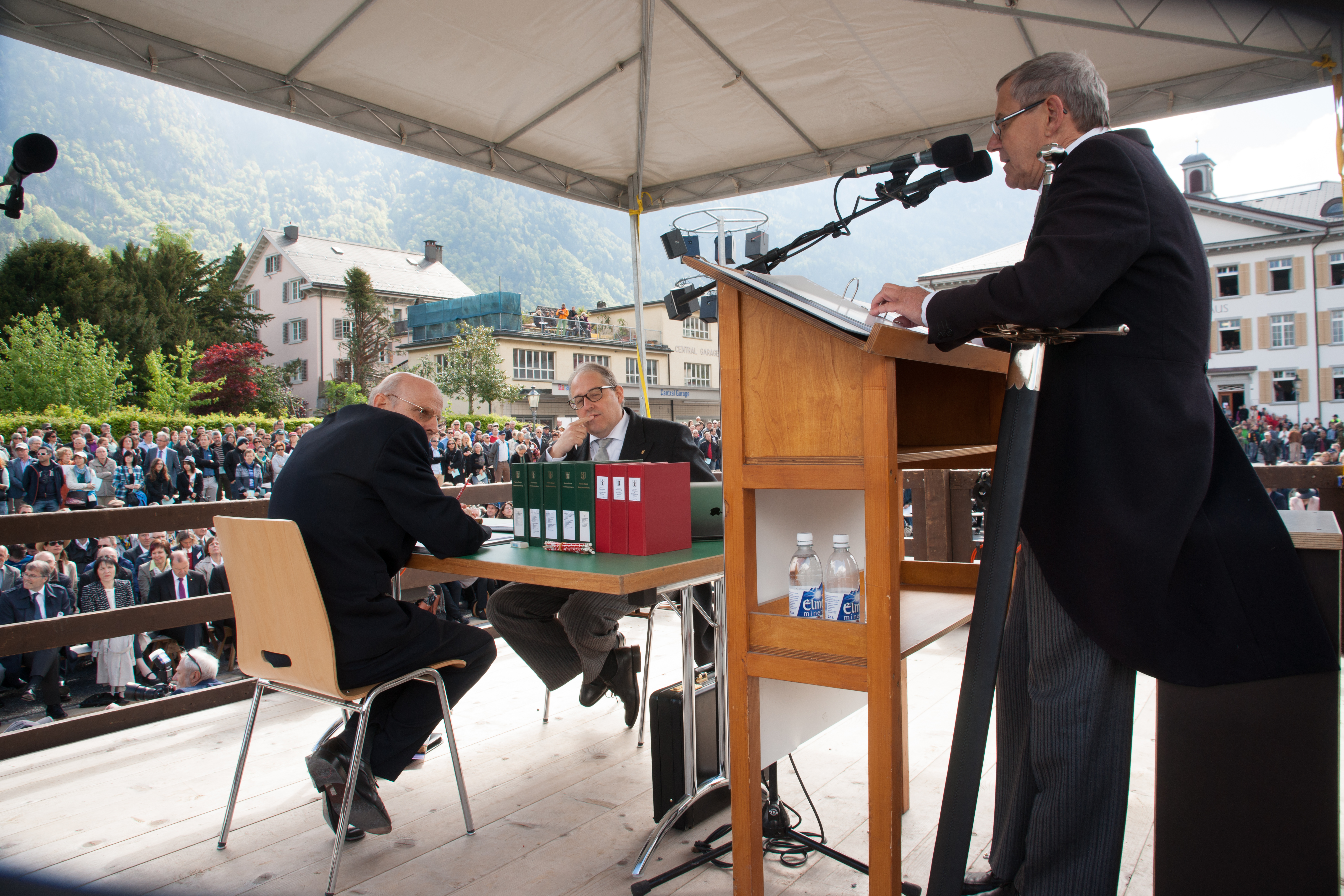
Le Landamman s'adresse à l'assemblée à Glaris ; on peut voir l'épée cérémoniale (Landesschwert) reposant en dessous de son bras gauche.

### Zoug

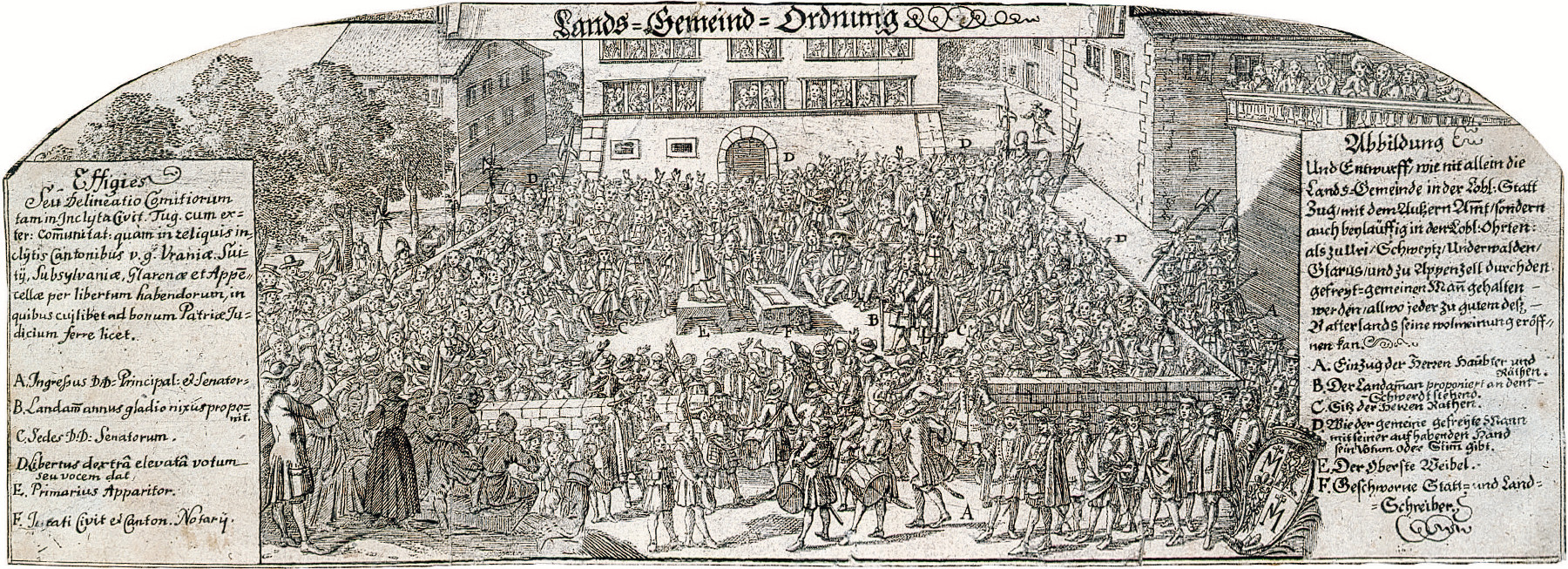
Gravure de la Landsgemeinde de Zoug en 1698.

Zoug organise sa première Landsgemeinde en 1376.
Un problème similaire à Schwytz se manifeste à Zoug, à savoir un conflit entre la ville (Zoug) et la campagne (les communes de Baar, Menzingen et Aegeri, connues collectivement sous le nom de « äusseres Amt »). La ville fait prévaloir des droits particuliers (en particulier l'administration des territoires assujettis), alors qu'elle ne compte que pour un tiers de la population. À partir du XVIIe siècle, la ville réussit à imposer un système majoritaire (où Zoug détient deux voix et les autres communes une seule chacune) et où les décisions importantes ne sont plus de la compétence de la Landsgemeinde. Dès 1604, l'assemblée populaire n'est plus qu'un organe électif, où la charge de Landamman est exercée tour à tour par la ville et les autres communes.
Le 16 janvier 1848, le canton adopte une nouvelle constitution par 1 205 voix contre 665 ; le nouveau texte fondamental abolit, entre autres, la Landsgemeinde.

### Appenzell Rhodes-Extérieures

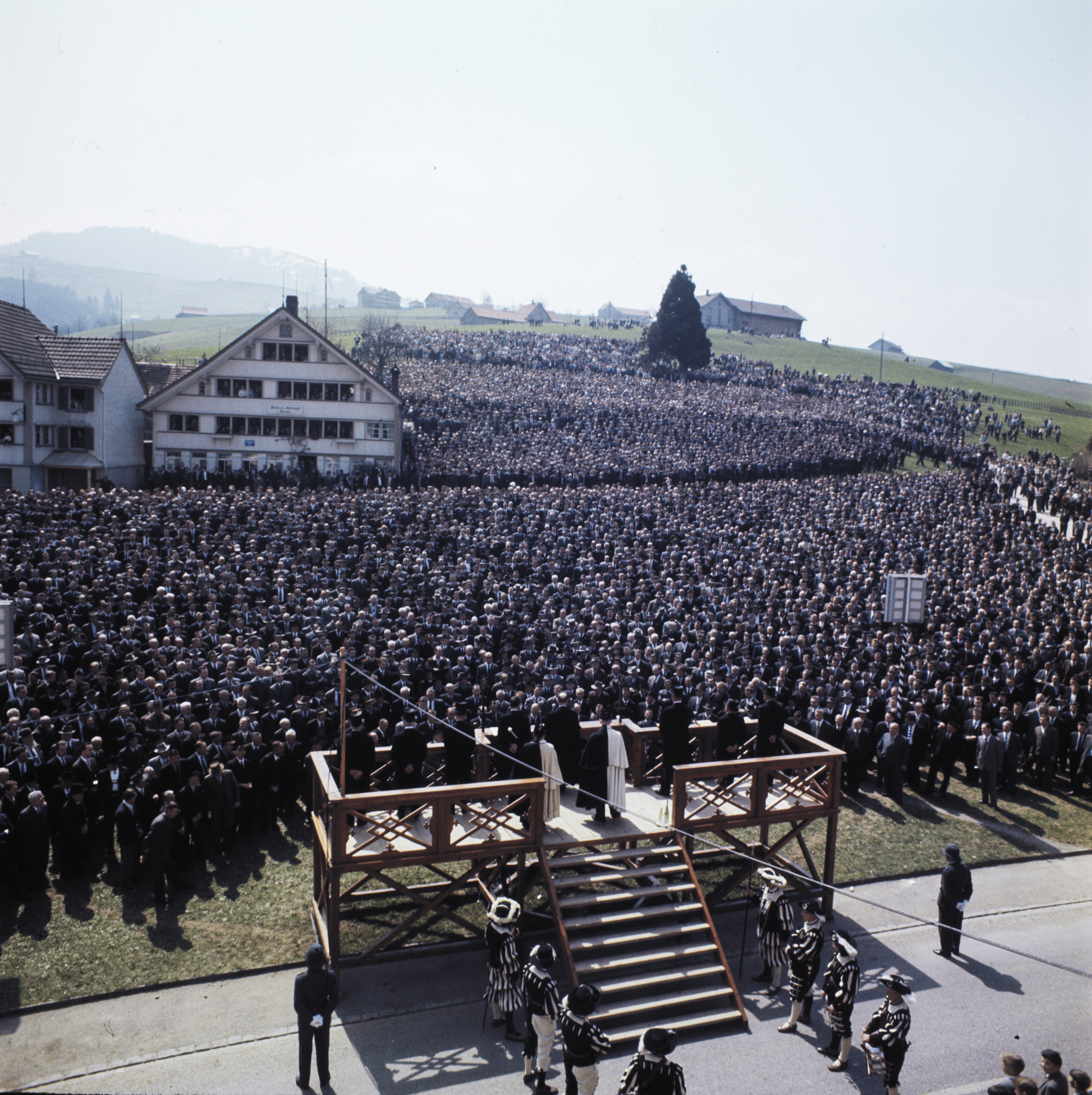
Landsgemeinde à Hundwil, en 1963.

Fixée au dernier dimanche d'avril, la Landsgemeinde se déroule dès 1597 à Trogen (les années paires) et à Hundwil (les années impaires),. L'assemblée est ouverte par une chanson dédiée à la Landsgemeinde.
À la suite de l'introduction du droit de vote des femmes dans le canton en 1989 et de l'augmentation de la population cantonale, la question de l'abolition de la Landsgemeinde est soumise une première fois au vote le 25 avril 1993, mais la majorité de la Landsgemeinde rejette la proposition,.

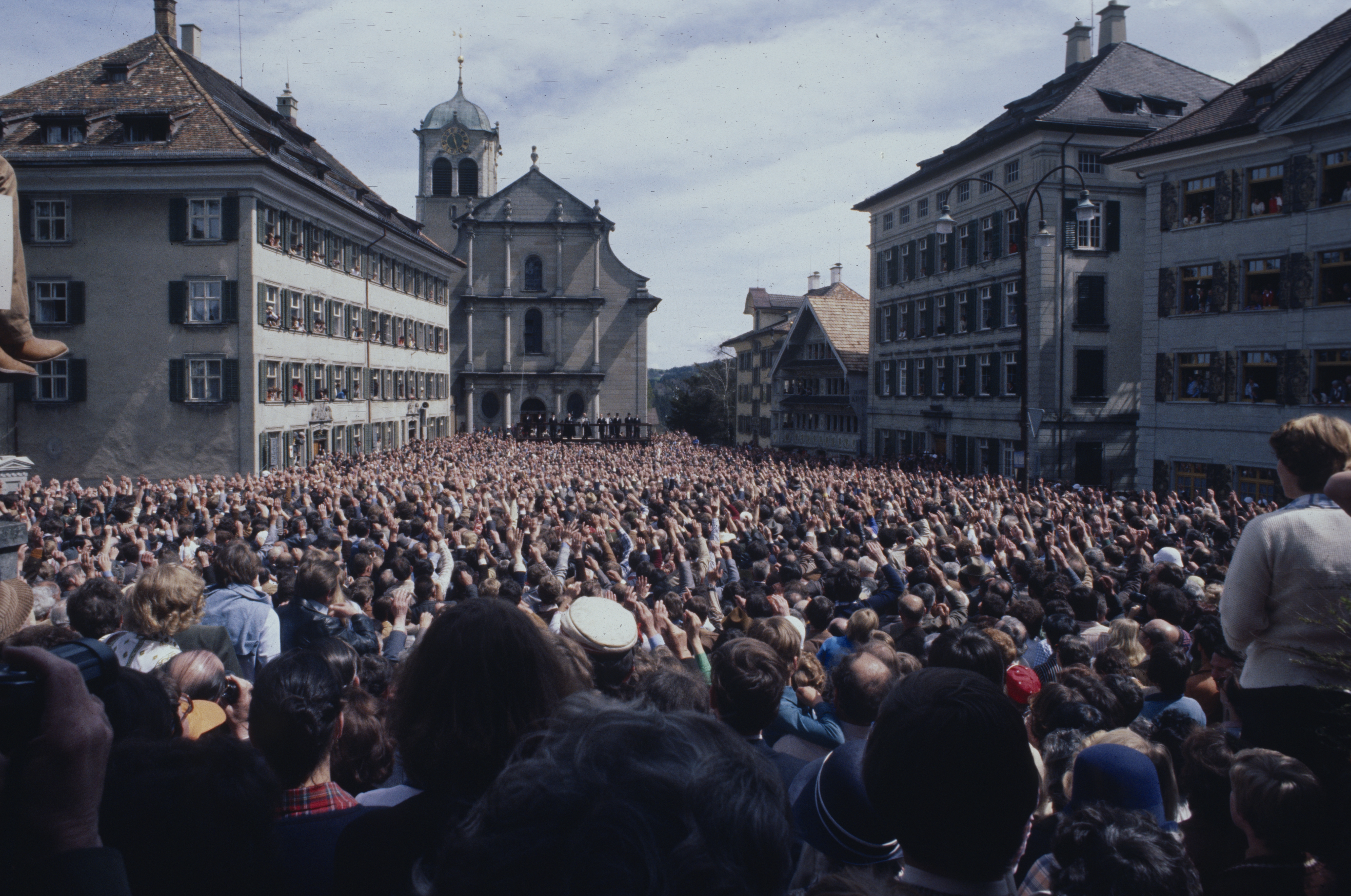
Landsgemeinde à Trogen, en 1978.

En 1996, une initiative populaire munie de plus de 7 000 signatures demande que les objets constitutionnels fassent l'objet de scrutins. La Landsgemeinde la rejette le 30 avril 1997, mais accepte d'organiser un scrutin sur la question du maintien ou de l'abolition de la Landsgemeinde. Dans le matériel de vote, le gouvernement présente les avantages et les inconvénients de la Landsgemeinde : la tradition, l'identification avec les institutions, le contact direct avec les autorités, le renforcement du sentiment de responsabilité et les aspects cérémoniels favorisant l'introspection plaident en faveur de son maintien, tandis que les difficultés à compter les votes à main levée, le caractère public du vote, l'impossibilité de participer selon la profession exercée et les taux de participation moins élevés par rapport aux urnes justifient son abolition.
Le vote a lieu le 28 septembre 1997 et une majorité de 54 % (11 623 voix contre 9 911 ; participation de 62 %) décide d'abolir cette institution pluricentenaire. Les modifications législatives nécessaires à la mise en œuvre de la décision sont acceptées dans les urnes le 27 septembre 1998.
En 2008, une initiative populaire munie de 1 273 signatures  demande la réintroduction de la Landsgemeinde. Le gouvernement recommande son rejet, jugeant que les inconvénients de l'institution l'emportent sur ses avantages, de même que le parlement le 22 février 2010, par 58 voix contre 4 et 2 abstentions. L'initiative est soumise au vote du peuple le 13 juin 2010 et rejetée par 11 416 voix contre 4 845 (participation de 44,8 %).

### Appenzell Rhodes-Intérieures
Issu de la scission du canton d'Appenzell, les Rhodes-Intérieures connaissent cette forme d'assemblée populaire dès la fin du XIVe siècle.
Les sept membres du gouvernement (appelé Standeskommission, soit Commission d'État) de même que le député au Conseil des États sont élus par la Landsgemeinde. Les Rhodes-Intérieures divergent des autres cantons à Landsgemeinde, dans la mesure où le pays d'Appenzell ne connaît pas le concept d'initiative populaire cantonale, les objets étant traités lors de l'assemblée populaire, ni celui de référendum facultatif (mais le canton connaît une forme de référendum financier). Les objets à traiter devant la Landsgemeinde doivent être déposés au plus tard six mois avant celle-ci (la date du 1er octobre étant déterminante).
L'épée fait office historiquement de carte d'électeur pour participer à la Landsgemeinde dans le pays appenzellois, au même titre de la dague, le sabre et la baïonnette. Des personnalités étrangères peuvent être invitées : c'est le cas de l'écrivain russe et prix Nobel Alexandre Soljenitsyne à la Landsgemeinde du 27 avril 1975,.

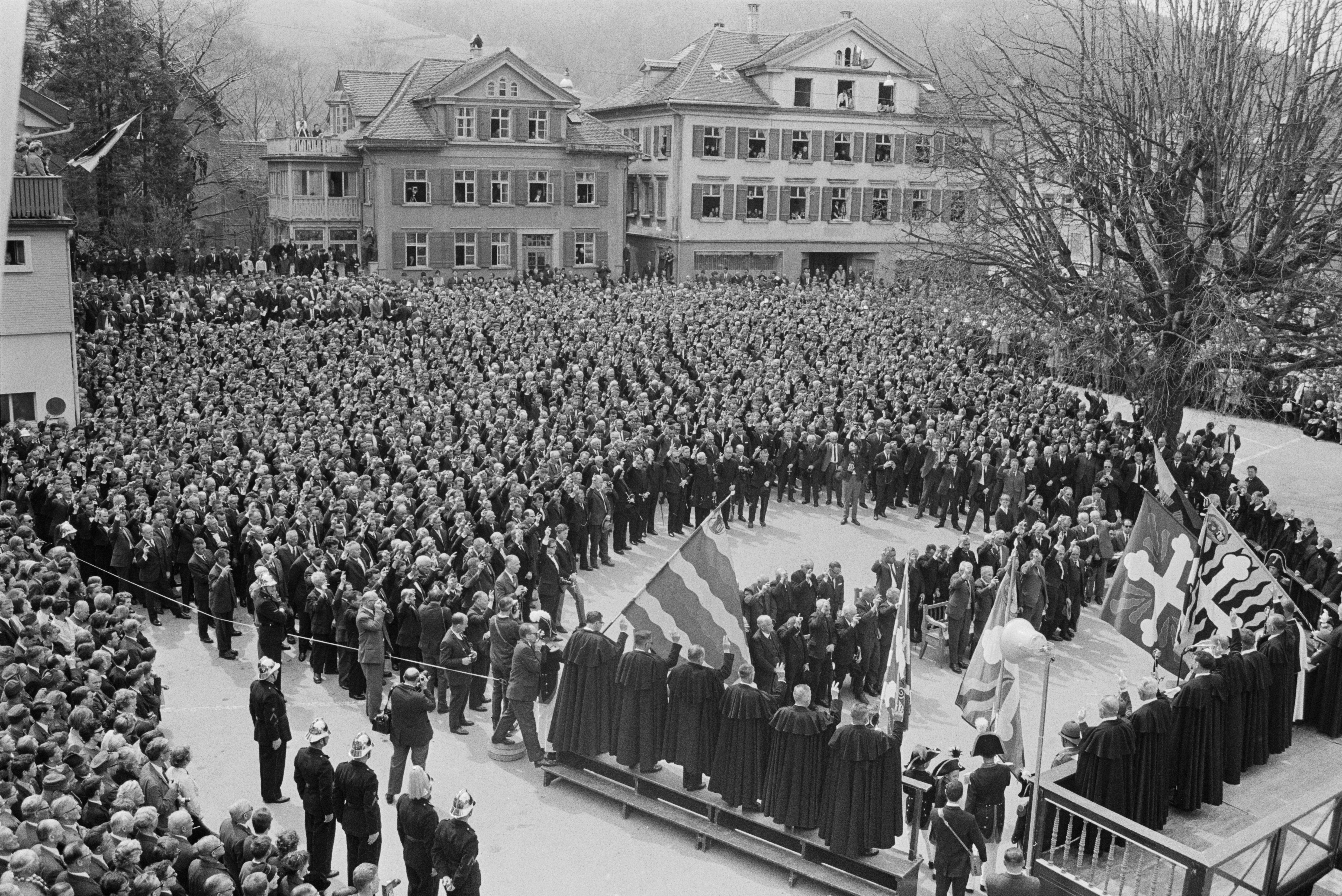
Landsgemeinde à Appenzell en 1966.
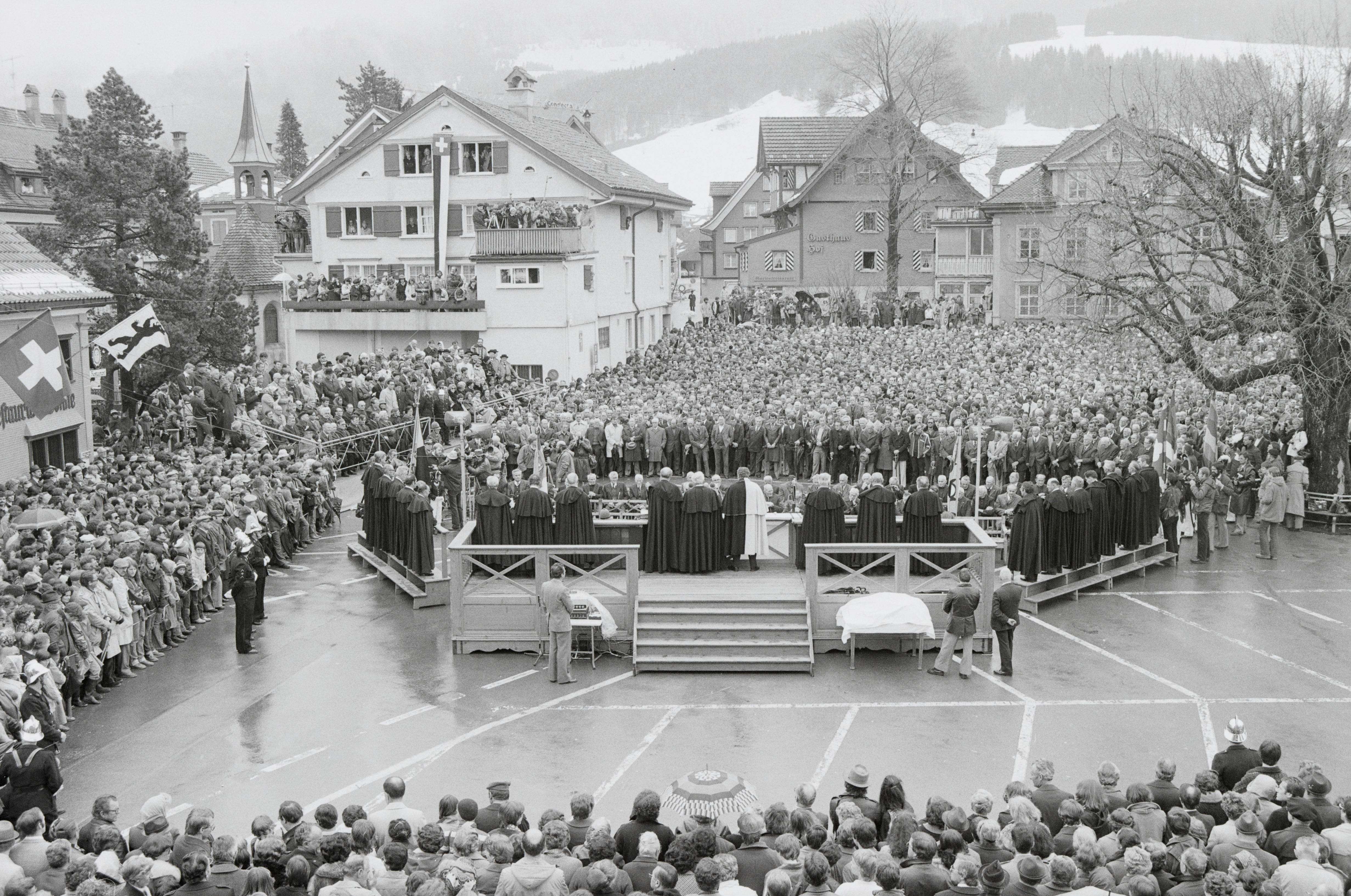
Landsgemeinde à Appenzell en 1980.
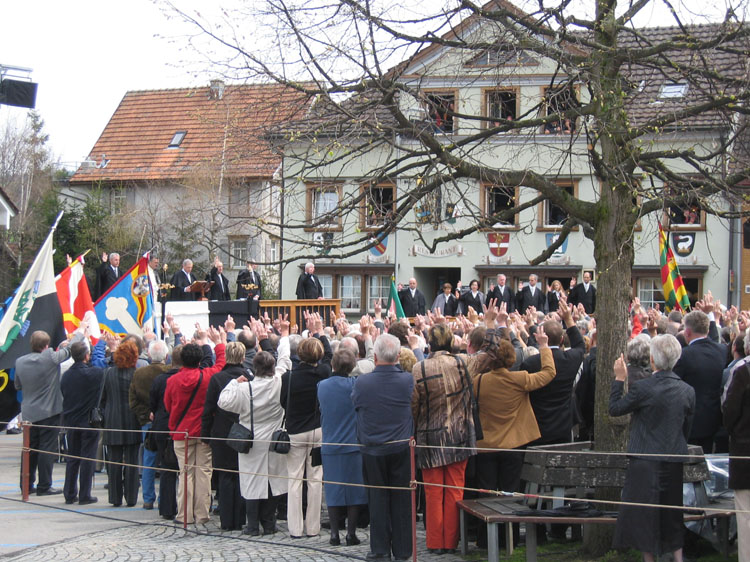
Landsgemeinde à Appenzell en 2006.
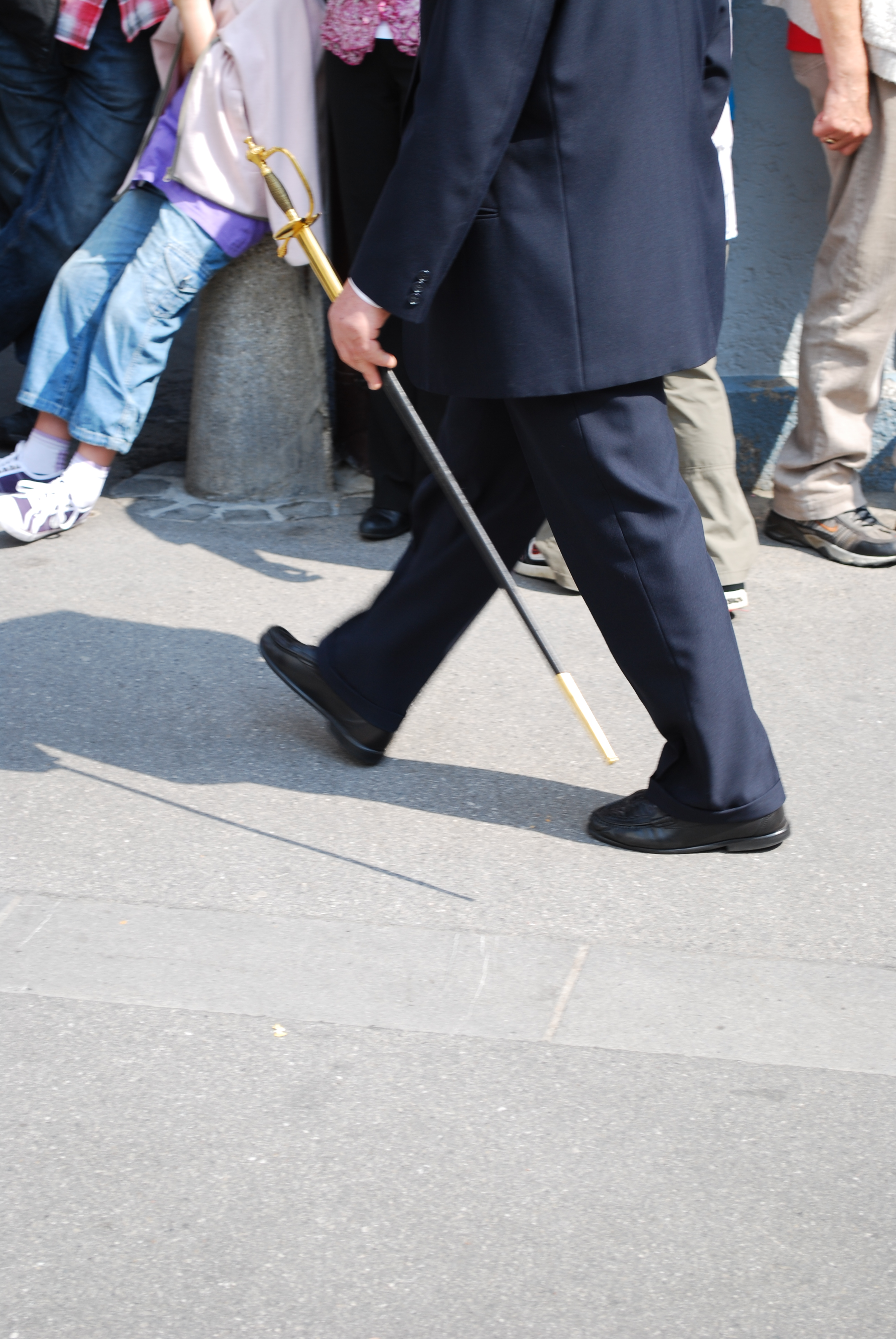
L'épée est utilisée comme moyen de légitimation à la Landsgemeinde en Appenzell.
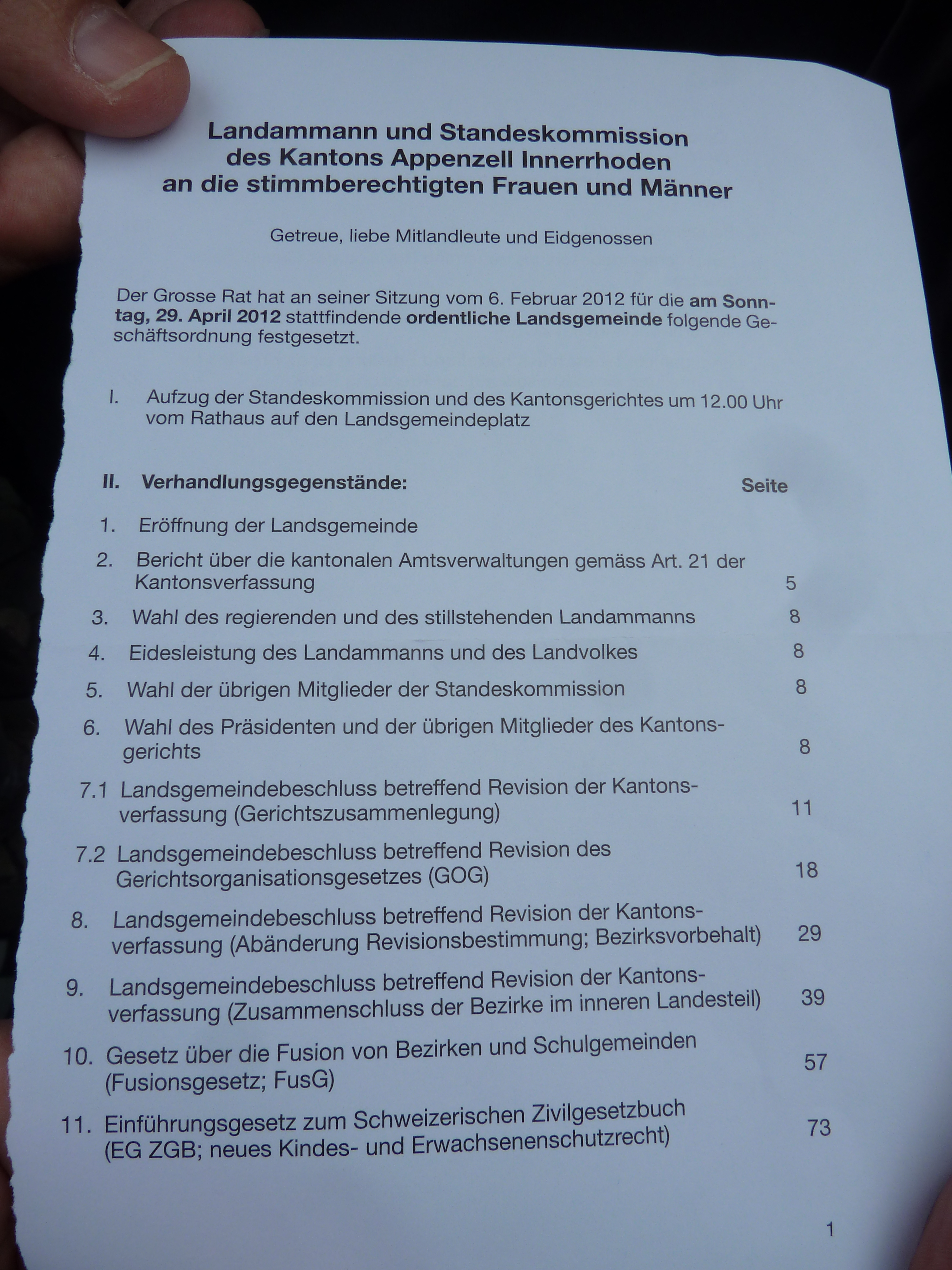
Ordre du jour pour la Landsgemeinde de Rhodes-Intérieures de 2012.

## Critiques

### Abus de pouvoir, arbitraire et corruption
En particulier dans les périodes politiques troubles ou mouvementées, la Landsgemeinde ne connaît que peu de limites à ses pouvoirs et fait preuve d'arbitraire dans ses décisions, notamment lors de l'administration de la justice, ce qui est vu comme du terrorisme politique par le professeur Silvano Möckli. Alors que d'autres régions d'Europe connaissent l'absolutisme, la Landsgemeinde n'hésite pas à se mêler d'affaires pénales. À ce titre, la Landsgemeinde de Schwytz est renommée au XVIIIe siècle pour son arbitraire, si bien que l'écrivain vaudois Eugène Rambert la décrit comme un « tribunal d'enfants et d'enfants terribles » et l'historien Johann Jakob Blumer la compare aux tribunaux révolutionnaires parisiens. Un exemple d'arbitraire fourni par Möckli, qualifié par ce dernier de « particulièrement ignoble », est l'obligation pour un accusé de devoir payer une somme pour participer à son propre procès, spécialement à Schwytz. Une possibilité de recours contre les décisions de la Landsgemeinde (pouvoir suprême de la communauté) est, à cette époque, une idée encore inconnue.
Des épisodes de corruption lors de la tenue des Landsgemeinden sont attestés dès le XVIe siècle,. Duroy parle à ce propos de « spectacle lamentable de la corruption électorale », en partie lors de l'élection des Landammänner (qu'il nomme baillis).

### Approximation des résultats

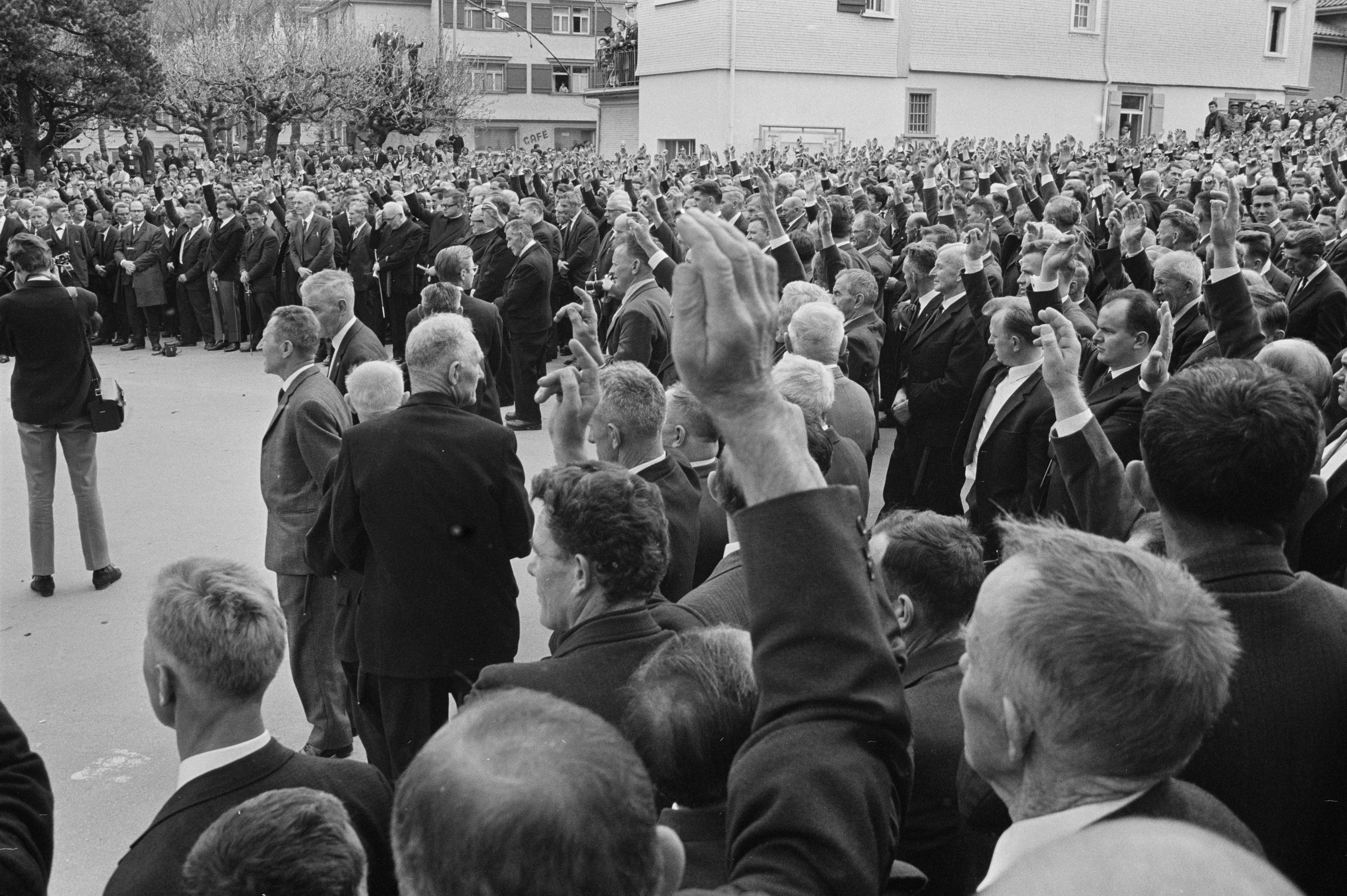
Le vote à main levée n'augmente pas la fiabilité des résultats (ici à Appenzell en 1966).

Les décisions se prenant le plus souvent à main levée, le comptage des voix n'est pas forcément fiable. Le Landamman est chargé du décompte, plutôt de l'approximation du résultat,. Il est pour cela assisté de plusieurs scrutateurs, dont le nombre varie en fonction des besoins, placés à différents endroits pour pouvoir au mieux observer la foule. Il est aussi difficile d'un point de vue logistique de contrôler la qualité de citoyen pour chacune des personnes présentes dans le Ring, ce qui augmente le risque de fraude électorale.

### Compatibilité avec le droit international
La Suisse ratifie le Pacte international relatif aux droits civils et politiques en juin 1992, qui  garantit la tenue d'élections périodiques, honnêtes, au suffrage universel et égal ainsi qu'au scrutin secret. Certains cantons tenant encore les élections de leurs autorités par voie de Landsgemeinde, où le secret du scrutin ne peut être garanti par nature, la Suisse décide de déposer une réserve à l'art. 25, let. b, du Pacte,.
La Suisse est également signataire du Protocole n° 1 à la Convention européenne des droits de l'homme, garantissant entre autres le droit à des élections régulières, mais elle ne l'a pas ratifié, en partie à cause de la Landsgemeinde.

## Représentations dans les arts

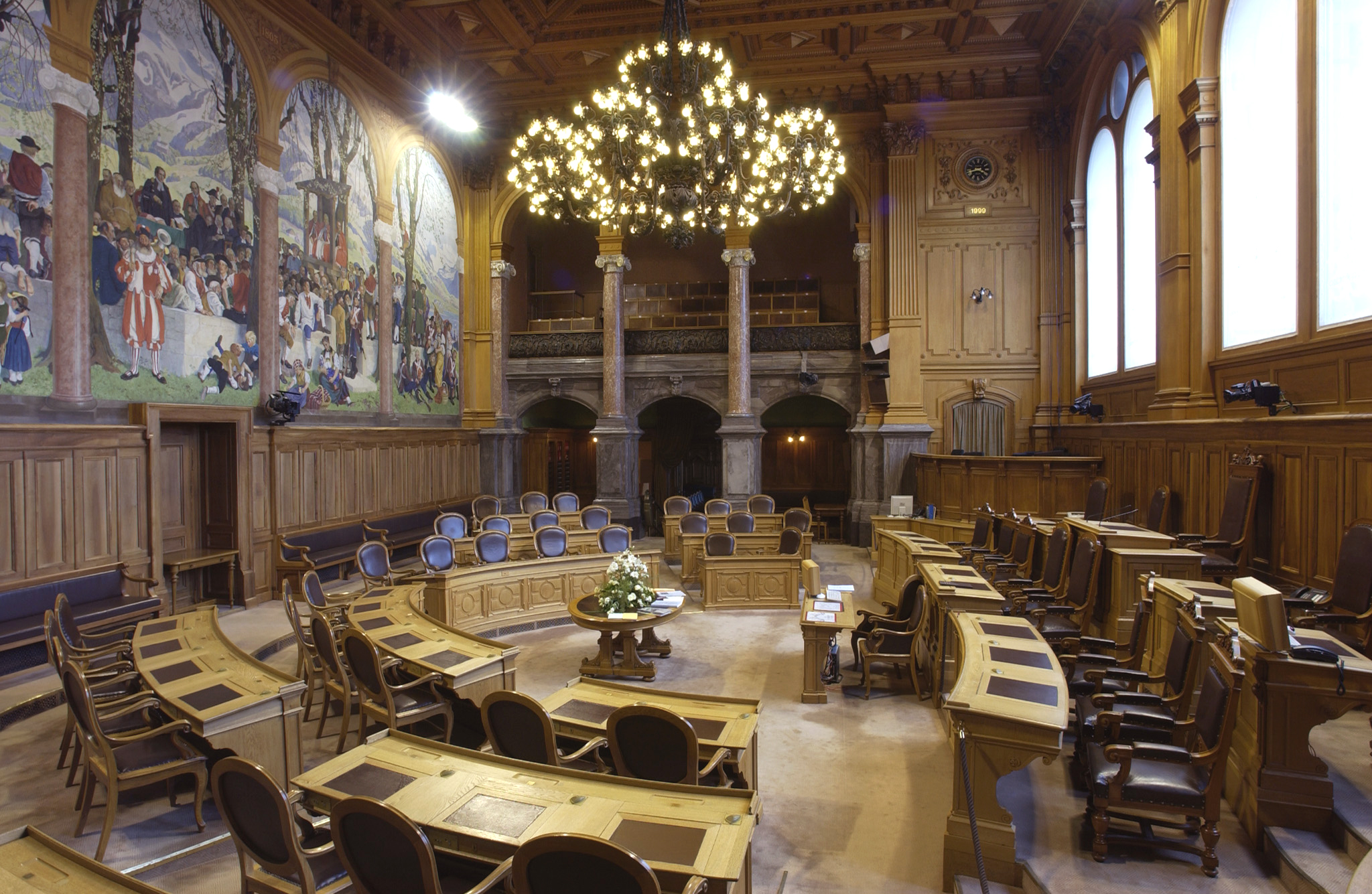
La fresque domine la salle du Conseil des États.

La Landsgemeinde fait l'objet de différentes représentations dans les arts, en particulier au cours du XVIIIe siècle.
Un exemple est La Landsgemeinde, une fresque présente sur un mur de la salle du Conseil des États, réalisée en 1914 par Albert Welti et Wilhelm Balmer. Elle représente une Landsgemeinde nidwaldienne ayant eu lieu à Wil an der Aa.